# Liste des épisodes d'Amazing Spider-Man
Pour un article plus général, voir Liste des épisodes de Spider-Man.
La liste des épisodes d'Amazing Spider-Man est une liste de comic books autour du personnage de Spider-Man.

## Amazing Spider-Man

### Les années lycée (#1 - #30)
Le premier arc narratif d'Amazing Spider-Man est celui des années de Peter au lycée. Il s'achève au #30, lorsque Peter obtient son diplôme de lycée.
Les crédits liés au scénario ont fait l'objet de disputes entre Stan Lee et Steve Ditko. Les dix premiers numéros auraient été scénarisés uniquement par Lee, et les suivants, jusqu'au 31, par Ditko. Ce dernier n'est crédité comme scénariste qu'à partir du #25. Certains historiens considèrent que Ditko a commencé à scénariser entièrement à partir du #18.
| Numéro | Titre                                                                                         | Scénariste              | Dessinateur | Date de publication |
| ------ | --------------------------------------------------------------------------------------------- | ----------------------- | ----------- | ------------------- |
|        |                                                                                               |                         |             |                     |
| 1      | Spider-Man (Spider-Man: Freak! Public Menace!)                                                | Stan Lee                | Steve Ditko | Mars 1963           |
| 1      | Le Caméléon attaque (Spider-Man vs. The Chameleon!)                                           |                         |             | Mars 1963           |
| 2      | Duel à mort contre le Vautour (Duel to the death with the Vulture)                            | Stan Lee                | Steve Ditko | Mai 1963            |
| 2      | On l'appelait le bricoleur... (The uncanny threat of the terrible Tinkerer)                   |                         |             | Mai 1963            |
| 3      | Spider-Man contre le Docteur Octopus (Spider-Man versus Doctor Octopus)                       | Stan Lee                | Steve Ditko | Juillet 1963        |
| 4      | Rien n'arrêtera... l'Homme-Sable (Nothing can stop... the Sandman)                            | Stan Lee                | Steve Ditko | Septembre 1963      |
| 5      | Le Dr Fatalis a voulu sa perte (Marked for destruction by Dr Doom)                            | Stan Lee                | Steve Ditko | Octobre 1963        |
| 6      | Face-à-face avec le Lézard (Face-to-face with... the Lizard)                                  | Stan Lee                | Steve Ditko | Novembre 1963       |
| 7      | Un Vautour parmi nous (The return of the Vulture)                                             | Stan Lee                | Steve Ditko | Décembre 1963       |
| 8      | Le cerveau vivant (The living brain)                                                          | Stan Lee                | Steve Ditko | Janvier 1964        |
| 8      | Spider-Man contre la Torche (Spider-Man tackles the Torch)                                    | Stan Lee                | Jack Kirby  | Janvier 1964        |
| 9      | Alias Electro (The man called Electro)                                                        | Stan Lee                | Steve Ditko | Février 1964        |
|        |                                                                                               |                         |             |                     |
| 10     | Les Exécuteurs (The Enforcers)                                                                | Stan Lee                | Steve Ditko | Mars 1964           |
| 11     | L'Heure H (Turning point)                                                                     | Stan Lee                | Steve Ditko | Avril 1964          |
| 12     | Démasqué par Octopus (Unmasked by Doctor Octopus)                                             | Stan Lee                | Steve Ditko | Mai 1964            |
| 13     | Un péril nommé Mystério (The menace of... Mysterio)                                           | Stan Lee                | Steve Ditko | Juin 1964           |
| 14     | La grotesque aventure du Bouffon Vert (The Grotesque adventure of... the Green Goblin)        | Stan Lee                | Steve Ditko | Juillet 1964        |
| 15     | Kraven le Chasseur (Kraven the Hunter)                                                        | Stan Lee                | Steve Ditko | Août 1964           |
| 16     | Duel contre Daredevil (Duel with Daredevil)                                                   | Stan Lee                | Steve Ditko | Septembre 1964      |
| 17     | Le retour du Bouffon Vert (The return of the Green Goblin)                                    | Stan Lee                | Steve Ditko | Octobre 1964        |
| 18     | La fin de Spider-Man (The end of Spider-Man)                                                  | Stan Lee                | Steve Ditko | Novembre 1964       |
| 19     | Spidey contre-attaque (Spidey stikes back)                                                    | Stan Lee                | Steve Ditko | Décembre 1964       |
|        |                                                                                               |                         |             |                     |
| 20     | Puis naquit le Scorpion (The coming of the Scorpion)                                          | Stan Lee                | Steve Ditko | Janvier 1995        |
| 21     | L'envol du Scarabée (Where flies the Beetle)                                                  | Stan Lee                | Steve Ditko | Février 1965        |
| 22     | Le Clown (The Clown and his Masters of Menace)                                                | Stan Lee                | Steve Ditko | Mars 1965           |
| 23     | Bouffon et larrons (The Goblin and the gangsters)                                             | Stan Lee                | Steve Ditko | Avril 1965          |
| 24     | Spider-Man disjoncte (Spider-Man goes mad)                                                    | Stan Lee                | Steve Ditko | Mai 1965            |
| 25     | Piégé par J. Jonah Jameson (Captured by J. Jonah Jameson)                                     | Stan Lee et Steve Ditko | Steve Ditko | Juin 1965           |
| 26     | Que cache le masque du Maître du crime (The mistery of the man in the Crime-Master's mask)    | Stan Lee et Steve Ditko | Steve Ditko | Juillet 1965        |
| 27     | Hello! Le Bouffon brille, brille (Bring back my Goblin to me)                                 | Stan Lee et Steve Ditko | Steve Ditko | Août 1965           |
| 28     | Péril planétaire... L'Homme de lave (The menace of the Molten Man)                            | Stan Lee et Steve Ditko | Steve Ditko | Septembre 1965      |
| 29     | Jamais... Nulle part... En aucun cas... Ne marchez sur un scorpion (Never step on a Scorpion) | Stan Lee et Steve Ditko | Steve Ditko | Octobre 1965        |
|        |                                                                                               |                         |             |                     |
| 30     | La griffe du Chat (The claws of the Cat)                                                      | Stan Lee et Steve Ditko | Steve Ditko | Novembre 1965       |

### Les années à l'université (#31 - #185)
Le deuxième arc narratif d'Amazing Spider-Man commence lorsque Peter entre à Empire State University.
|           | |                                                                             |                                                                             |                                                                             |
| 31        | Est-ce écrit dans le ciel? (If this be my destiny...)                                                           | Stan Lee                                                                    | Steve Ditko                                                                 | Décembre 1965                                                               |
| 32        | Spider-Man se déchaîne (Man on a rampage)                                                                       | Stan Lee et Steve Ditko                                                     | Steve Ditko                                                                 | Janvier 1966                                                                |
| 33        | Combat contre la mort (The final chapter)                                                                       | Stan Lee et Steve Ditko                                                     | Steve Ditko                                                                 | Février 1966                                                                |
| 34        | La nuit du chasseur (The thrill of the hunt)                                                                    | Stan Lee et Steve Ditko                                                     | Steve Ditko                                                                 | Mars 1966                                                                   |
| 35        | L'homme de lave récidive (The Molten Man regrets...)                                                            | Stan Lee et Steve Ditko                                                     | Steve Ditko                                                                 | Avril 1966                                                                  |
| 36        | Un cadeau tombé du ciel (When falls the meteor)                                                                 | Stan Lee et Steve Ditko                                                     | Steve Ditko                                                                 | Mai 1966                                                                    |
| 37        | Il était une fois un robot... (Once upon a time, there was a robot)                                             | Stan Lee et Steve Ditko                                                     | Steve Ditko                                                                 | Juin 1966                                                                   |
| 38        | Les feux de la rampe (Just a guy named Joe)                                                                     | Stan Lee et Steve Ditko                                                     | Steve Ditko                                                                 | Juillet 1966                                                                |
| Remarques | Dernier numéro écrit et dessiné par Steve Ditko avant son départ de Marvel.                                     | Dernier numéro écrit et dessiné par Steve Ditko avant son départ de Marvel. | Dernier numéro écrit et dessiné par Steve Ditko avant son départ de Marvel. | Dernier numéro écrit et dessiné par Steve Ditko avant son départ de Marvel. |
| 39        | Qu'il était vert mon Bouffon (How green was my Goblin)                                                          | Stan Lee                                                                    | John Romita Sr.                                                             | Août 1966                                                                   |
|           | |                                                                             |                                                                             |                                                                             |
| 40        | Spidey se sauve la mise (Spidey saves the day)                                                                  | Stan Lee                                                                    | John Romita Sr.                                                             | Septembre 1966                                                              |
| 41        | Les cornes du Rhino (The horns of the Rhino)                                                                    | Stan Lee                                                                    | John Romita Sr.                                                             | Octobre 1966                                                                |
| 42        | La naissance d'un super-héros (The birth of a superhero)                                                        | Stan Lee                                                                    | John Romita Sr.                                                             | Novembre 1966                                                               |
| 43        | La fureur du Rhino (Rhino on the rampage)                                                                       | Stan Lee                                                                    | John Romita Sr.                                                             | Décembre 1966                                                               |
| 44        | Le retour du Lézard (Where crawls the Lizard)                                                                   | Stan Lee                                                                    | John Romita Sr.                                                             | Janvier 1967                                                                |
| 45        | Spidey contre-attaque (Spidey smashes out)                                                                      | Stan Lee                                                                    | John Romita Sr.                                                             | Février 1967                                                                |
| 46        | Le sinistre Shocker (The sinister Shocker)                                                                      | Stan Lee                                                                    | John Romita Sr.                                                             | Mars 1967                                                                   |
| 47        | Au pouvoir du chasseur (In the hands of the hunter)                                                             | Stan Lee                                                                    | John Romita Sr.                                                             | Avril 1967                                                                  |
| 48        | Les ailes du Vautour (The wings of the Vulture)                                                                 | Stan Lee                                                                    | John Romita Sr.                                                             | Mai 1967                                                                    |
| 49        | Deux vilains sinon rien (From the depths of defeat)                                                             | Stan Lee                                                                    | John Romita Sr.                                                             | Juin 1967                                                                   |
|           | |                                                                             |                                                                             |                                                                             |
| 50        | Spider-Man n'est plus (Spider-Man no more)                                                                      | Stan Lee                                                                    | John Romita Sr.                                                             | Juillet 1967                                                                |
| 51        | Dans les griffes du Caïd (In the clutches of... the Kingpin)                                                    | Stan Lee                                                                    | John Romita Sr.                                                             | Août 1967                                                                   |
| 52        | Mourir en héros (To die a hero)                                                                                 | Stan Lee                                                                    | John Romita Sr.                                                             | Septembre 1967                                                              |
| 53        | Octopus entre en scène (Enter : Dr Octopus)                                                                     | Stan Lee                                                                    | John Romita Sr.                                                             | Octobre 1967                                                                |
| 54        | Tentacules et souricière (The tentacles and the trap)                                                           | Stan Lee                                                                    | John Romita Sr.                                                             | Novembre 1967                                                               |
| 55        | Doc Ock, vainqueur par K.O. (Doc Ock wins)                                                                      | Stan Lee                                                                    | John Romita Sr.                                                             | Décembre 1967                                                               |
| 56        | Waterloo (Disaster)                                                                                             | Stan Lee                                                                    | John Romita Sr.                                                             | Janvier 1968                                                                |
| 57        | Ka-Zar est arrivé (The coming of Ka-Zar)                                                                        | Stan Lee                                                                    | John Romita Sr.                                                             | Février 1968                                                                |
| 58        | Pour aplatir une araignée (To kill a Spider-Man)                                                                | Stan Lee                                                                    | John Romita Sr. et Don Heck                                                 | Mars 1968                                                                   |
| 59        | Sous le signe de Brainwasher (The brand of the Brainwasher)                                                     | Stan Lee                                                                    | John Romita Sr. et Don Heck                                                 | Avril 1968                                                                  |
|           | |                                                                             |                                                                             |                                                                             |
| 60        | Amère victoire (O, bitter victory)                                                                              | Stan Lee                                                                    | John Romita Sr. et Don Heck                                                 | Mai 1968                                                                    |
| 61        | Quand la toile s'emmêle... (What a tangled web we weave...)                                                     | Stan Lee                                                                    | John Romita Sr. et Don Heck                                                 | Juin 1968                                                                   |
| 62        | N'agacez pas Médusa (Make way for... Medusa)                                                                    | Stan Lee                                                                    | John Romita Sr. et Don Heck                                                 | Juillet 1968                                                                |
| 63        | Vol de nuit (Wings in the night)                                                                                | Stan Lee                                                                    | John Romita Sr. et Don Heck                                                 | Août 1968                                                                   |
| 64        | La proie du Vautour (The Vulture's prey)                                                                        | Stan Lee                                                                    | John Romita Sr.                                                             | Septembre 1968                                                              |
| 65        | Évasion impossible (The impossible escape)                                                                      | Stan Lee                                                                    | John Romita Sr. aidé de Jim Mooney                                          | Octobre 1968                                                                |
| 66        | Mystério ne se sent plus (The madness of Mysterio)                                                              | Stan Lee                                                                    | John Romita Sr. aidé de Don Heck                                            | Novembre 1968                                                               |
| 67        | Une araignée de moins ? (To squash a spider)                                                                    | Stan Lee                                                                    | John Romita Sr. aidé de Jim Mooney                                          | Décembre 1968                                                               |
| 68        | Campus en crise (Crisis on the campus)                                                                          | Stan Lee                                                                    | John Romita Sr. (storyboard) et Jim Mooney (dessins)                        | Janvier 1969                                                                |
| 69        | Le Caïd dans le collimateur (Mission : Crush the Kingpin)                                                       | Stan Lee                                                                    | John Romita Sr. (storyboard) et Jim Mooney (dessins)                        | Février 1969                                                                |
|           | |                                                                             |                                                                             |                                                                             |
| 70        | On recherche Spider-Man (Spider-Man wanted)                                                                     | Stan Lee                                                                    | John Romita Sr. (storyboard) et Jim Mooney (dessins)                        | Mars 1969                                                                   |
| 71        | Fileur et sprinter (The speedster and the spider)                                                               | Stan Lee                                                                    | John Romita Sr. (storyboard) et Jim Mooney (dessins)                        | Avril 1969                                                                  |
| 72        | Shock'n roll, Yé !! (Rocked by... the Shocker)                                                                  | Stan Lee                                                                    | John Buscema, John Romita Sr. et Jim Mooney                                 | Mai 1969                                                                    |
| 73        | Coup de toile (The web closes)                                                                                  | Stan Lee                                                                    | John Buscema, John Romita Sr. et Jim Mooney                                 | Juin 1969                                                                   |
| 74        | Branle-bas de combat (If this be bedlam)                                                                        | Stan Lee                                                                    | John Romita Sr. (storyboard) et Jim Mooney (dessins)                        | Juillet 1969                                                                |
| 75        | Chronique d'une mort imprévue (Death without warning)                                                           | Stan Lee                                                                    | John Romita Sr. (storyboard) et Jim Mooney (dessins)                        | Août 1969                                                                   |
| 76        | Un lézard par la ville (The Lizard lives)                                                                       | Stan Lee                                                                    | John Buscema et Jim Mooney                                                  | Septembre 1969                                                              |
| 77        | La rage de vaincre (In the blaze of battle)                                                                     | Stan Lee                                                                    | John Buscema et Jim Mooney                                                  | Octobre 1969                                                                |
| 78        | La nuit du Rôdeur (The night of the Prowler)                                                                    | Stan Lee                                                                    | John Buscema et Jim Mooney                                                  | Novembre 1969                                                               |
| 79        | Nous n'irons plus rôder (To prowl no more)                                                                      | Stan Lee                                                                    | John Buscema et Jim Mooney                                                  | Décembre 1969                                                               |
|           | |                                                                             |                                                                             |                                                                             |
| 80        | Sur la piste du Caméléon (On the trail of... the Chameleon)                                                     | Stan Lee                                                                    | John Buscema et Jim Mooney                                                  | Janvier 1970                                                                |
| 81        | Le Kangourou en piste (The coming of Kangaroo)                                                                  | Stan Lee                                                                    | John Buscema et Jim Mooney                                                  | Février 1970                                                                |
| 82        | Lors on vit Electro (And then came Electro)                                                                     | Stan Lee                                                                    | John Romita Sr. et Jim Mooney                                               | Mars 1970                                                                   |
| 83        | Le Conspirateur (The Schemer)                                                                                   | Stan Lee                                                                    | John Romita Sr. et Mike Esposito                                            | Avril 1970                                                                  |
| 84        | Le Caïd revient au score (The Kingpin strikes back)                                                             | Stan Lee                                                                    | John Romita Sr., John Buscema et Jim Mooney                                 | Mai 1970                                                                    |
| 85        | Le secret du Conspirateur (The secret of the Schemer)                                                           | Stan Lee                                                                    | John Romita Sr. et John Buscema                                             | Juin 1970                                                                   |
| 86        | Alerte à la Veuve Noire (Beware... the Black Widow)                                                             | Stan Lee                                                                    | John Romita Sr. et Jim Mooney                                               | Juillet 1970                                                                |
| 87        | Bas le masque (Unmasked at last)                                                                                | Stan Lee                                                                    | John Romita Sr. et Jim Mooney                                               | Août 1970                                                                   |
| 88        | Dans les bras d'Octopus (The arms of Doctor Octopus)                                                            | Stan Lee                                                                    | John Romita Sr.                                                             | Septembre 1970                                                              |
| 89        | Résurrection (Doc Ock Lives)                                                                                    | Stan Lee                                                                    | Gil Kane                                                                    | Octobre 1970                                                                |
|           | |                                                                             |                                                                             |                                                                             |
| 90        | La mort a des rigueurs... (And death shall come)                                                                | Stan Lee                                                                    | Gil Kane                                                                    | Novembre 1970                                                               |
| 91        | Une bouillie d'araignée (To smash the spider)                                                                   | Stan Lee                                                                    | Gil Kane                                                                    | Décembre 1970                                                               |
| 92        | Iceberg à l'attaque (When Iceman attacks)                                                                       | Stan Lee                                                                    | Gil Kane et John Romita Sr.                                                 | Janvier 1971                                                                |
| 93        | La Belle et le Rôdeur (The Lady and... the Prowler)                                                             | Stan Lee                                                                    | John Romita Sr.                                                             | Février 1971                                                                |
| 94        | Les ailes de la mort (On wings of death)                                                                        | Stan Lee                                                                    | John Romita Sr. et Sal Buscema                                              | Mars 1971                                                                   |
| 95        | Chausse-trappe pour un terroriste (Trap for a terrorist)                                                        | Stan Lee                                                                    | John Romita Sr.                                                             | Avril 1971                                                                  |
| 96        | Place... au Bouffon Vert (...And now, the Goblin)                                                               | Stan Lee                                                                    | Gil Kane et John Romita Sr.                                                 | Mai 1971                                                                    |
| 97        | Entre les griffes du Bouffon (In the grip of the Goblin)                                                        | Stan Lee                                                                    | Gil Kane                                                                    | Juin 1971                                                                   |
| 98        | La fin du Bouffon Vert (The Goblin's last gasp)                                                                 | Stan Lee                                                                    | Gil Kane                                                                    | Juillet 1971                                                                |
| 99        | Un jour de la vie de... (A day in the life of...)                                                               | Stan Lee                                                                    | Gil Kane                                                                    | Août 1971                                                                   |
|           | |                                                                             |                                                                             |                                                                             |
| 100       | Une araignée, un homme? (The spider or the man?)                                                                | Stan Lee                                                                    | Gil Kane                                                                    | Septembre 1971                                                              |
| 101       | Un monstre nommé... Morbius (A monster called... Morbius)                                                       | Roy Thomas                                                                  | Gil Kane                                                                    | Octobre 1971                                                                |
| 102       | Vampire dans la nuit... (Vampire at large)                                                                      | Roy Thomas                                                                  | Gil Kane                                                                    | Novembre 1971                                                               |
| 102       | (The curse and the cure)                                                                                        |                                                                             |                                                                             | Novembre 1971                                                               |
| 103       | Balade en terre sauvage (Walk the savage land)                                                                  | Roy Thomas                                                                  | Gil Kane                                                                    | Décembre 1971                                                               |
| 104       | La Belle, la Brute, et... (The Beauty and the Brute)                                                            | Roy Thomas                                                                  | Gil Kane                                                                    | Janvier 1972                                                                |
| 105       | Spidericide (The spider slayer)                                                                                 | Stan Lee                                                                    | Gil Kane                                                                    | Février 1972                                                                |
| 106       | Pan ! Sur la tête à Spider-Man (Squash ! Goes the Spider)                                                       | Stan Lee                                                                    | John Romita Sr.                                                             | Mars 1972                                                                   |
| 107       | Spidey se déchaîne (Spidey smashes thru)                                                                        | Stan Lee                                                                    | John Romita Sr.                                                             | Avril 1972                                                                  |
| 108       | La vengeance du Viêt Nam (Vengeance from Vietnam)                                                               | Stan Lee                                                                    | John Romita Sr.                                                             | Mai 1972                                                                    |
| 109       | Entre... Docteur Strange (Enter : Dr Strange)                                                                   | Stan Lee                                                                    | John Romita Sr.                                                             | Juin 1972                                                                   |
|           | |                                                                             |                                                                             |                                                                             |
| 110       | La naissance du Gibbon (The birth of... the Gibbon)                                                             | Stan Lee                                                                    | John Romita Sr.                                                             | Juillet 1972                                                                |
| 111       | Malheur à l'araigné (To talk a spider)                                                                          | Gerry Conway                                                                | John Romita Sr.                                                             | Août 1972                                                                   |
| 112       | Spidey se dégonfle (Spidey cops out)                                                                            | Gerry Conway                                                                | John Romita Sr.                                                             | Septembre 1972                                                              |
| 113       | Un certain Docteur Octopus (They call the Doctor... Octopus)                                                    | Gerry Conway                                                                | John Romita Sr.                                                             | Octobre 1972                                                                |
| 114       | Hammerhead? (Gang war, shmang war ! What I want to know is...)                                                  | Gerry Conway                                                                | John Romita Sr.                                                             | Novembre 1972                                                               |
| 115       | Le dernier combat (The last battle)                                                                             | Gerry Conway                                                                | John Romita Sr.                                                             | Décembre 1972                                                               |
| 116       | Soudain... Le Smasher (Suddendly... The Smasher)                                                                | Stan Lee (version originale), Gerry Conway                                  | John Romita Sr., Jim Mooney et Tony Mortellaro                              | Janvier 1973                                                                |
| 117       | Les ténébreuses affaires de Disruptor (The deadly design of the Disruptor)                                      | Stan Lee (version originale), Gerry Conway                                  | John Romita Sr., Jim Mooney et Tony Mortellaro                              | Février 1973                                                                |
| 118       | 3... 2... 1... Chaos ! (Countdown to chaos)                                                                     | Gerry Conway                                                                | John Romita Sr., Jim Mooney et Tony Mortellaro                              | Mars 1973                                                                   |
| 119       | Le gentleman, là... C'est Hulk (The gentleman's name is Hulk)                                                   | Gerry Conway                                                                | John Romita Sr.                                                             | Avril 1973                                                                  |
|           | |                                                                             |                                                                             |                                                                             |
| 120       | La lutte et la fureur (The fight and the fury)                                                                  | Gerry Conway                                                                | Gil Kane                                                                    | Mai 1973                                                                    |
| 121       | La mort de Gwen Stacy (The night Gwen Stacy died)                                                               | Gerry Conway                                                                | Gil Kane                                                                    | Juin 1973                                                                   |
| 122       | Le dernier défi du Bouffon (The Goblin's last stand)                                                            | Gerry Conway                                                                | Gil Kane et John Romita Sr.                                                 | Juillet 1973                                                                |
| 123       | Un certain... Cage (Just a man named Cage)                                                                      | Gerry Conway                                                                | Gil Kane et John Romita Sr.                                                 | Août 1973                                                                   |
| 124       | Le sceau du loup-garou (The mark of the man-wolf)                                                               | Gerry Conway                                                                | Gil Kane et John Romita Sr.                                                 | Septembre 1973                                                              |
| 125       | Au loup ! (Wolfhunt)                                                                                            | Gerry Conway                                                                | Ross Andru                                                                  | Octobre 1973                                                                |
| 126       | Kangourou au rebond (The Kangaroo bounces back)                                                                 | Gerry Conway                                                                | Ross Andru                                                                  | Novembre 1973                                                               |
| 127       | Un battement d'ailes noires... (The dark wings of death)                                                        | Gerry Conway                                                                | Ross Andru                                                                  | Décembre 1973                                                               |
| 128       | Vautour dans le ciel (The Vulture hangs high)                                                                   | Gerry Conway                                                                | Ross Andru                                                                  | Janvier 1974                                                                |
| 129       | Punisher frappe deux fois (The Punisher strikes twice)                                                          | Gerry Conway                                                                | Ross Andru                                                                  | Février 1974                                                                |
|           | |                                                                             |                                                                             |                                                                             |
| 130       | Trahison (Betrayed)                                                                                             | Gerry Conway                                                                | Ross Andru                                                                  | Mars 1974                                                                   |
| 131       | Mon ennemi... Mon oncle ? (My uncle... My enemy?)                                                               | Gerry Conway                                                                | Ross Andru                                                                  | Avril 1974                                                                  |
| 132       | Les complots de l'Homme de Métal (The master plan of the Molten Man)                                            | Gerry Conway                                                                | John Romita Sr. et Paul Reinman                                             | Mai 1974                                                                    |
| 133       | L'Homme de Métal se déchaîne (The Molten Man breaks out)                                                        | Gerry Conway                                                                | Ross Andru                                                                  | Juin 1974                                                                   |
| 134       | Un péril nommé... Tarentule (Danger is a man nammed... Tarentula)                                               | Gerry Conway                                                                | Ross Andru                                                                  | Juillet 1974                                                                |
| 135       | Virée à Central Park (Shoot-out in Central Park)                                                                | Gerry Conway                                                                | Ross Andru                                                                  | Août 1974                                                                   |
| 136       | Le Bouffon Vert ressuscité (The Green Goblin lives again)                                                       | Gerry Conway                                                                | Ross Andru                                                                  | Septembre 1974                                                              |
| 137       | Le Bouffon Vert attaque (Death-trap times three)                                                                | Gerry Conway                                                                | Ross Andru                                                                  | Octobre 1974                                                                |
| 138       | La folie de Psychum (Madness means... The Mindworm)                                                             | Gerry Conway                                                                | Ross Andru                                                                  | Novembre 1974                                                               |
| 139       | La journée du Grizzly (Day of the Grizzly)                                                                      | Gerry Conway                                                                | Ross Andru                                                                  | Décembre 1974                                                               |
|           | |                                                                             |                                                                             |                                                                             |
| 140       | ... Un seul vaincra (... And one will fall)                                                                     | Gerry Conway                                                                | Ross Andru                                                                  | Janvier 1975                                                                |
| 141       | Son nom semble être... Mystério (The man's name appears to be... Mysterio)                                      | Gerry Conway                                                                |                                                                             | Février 1975                                                                |
| 142       | Le bluff du mort (Dead man's bluff)                                                                             | Gerry Conway                                                                | Ross Andru                                                                  | Mars 1975                                                                   |
| 143       | ... Et le vent crie : Cyclone ! (... And the wind cries : Cyclone !)                                            | Gerry Conway                                                                | Ross Andru                                                                  | Avril 1975                                                                  |
| 144       | La grande désillusion (The delusion conspiracy)                                                                 | Gerry Conway                                                                | Ross Andru                                                                  | Mai 1975                                                                    |
| 145       | Gwen Stacy est vivante... (Gwen Stacy is alive... And, well...?)                                                | Gerry Conway                                                                | Ross Andru                                                                  | Juin 1975                                                                   |
| 146       | Scorpion... Où est ton dard? (Scorpion... Where is thy sting?)                                                  | Gerry Conway                                                                | Ross Andru                                                                  | Juillet 1975                                                                |
| 147       | La tarentule est un insecte mortel (The tarentula is a very deadly beast)                                       | Gerry Conway                                                                | Ross Andru                                                                  | Août 1975                                                                   |
| 148       | Chacal, Chacal... Mais qui est le Chacal? (Jackal, Jackal... Who'got the Jackal?)                               | Gerry Conway                                                                | Ross Andru                                                                  | Septembre 1975                                                              |
| 149       | Même si je vis, je meurs (Even if I live, I die)                                                                | Gerry Conway                                                                | Ross Andru                                                                  | Octobre 1975                                                                |
|           | |                                                                             |                                                                             |                                                                             |
| 150       | Spider-Man... ou Spider-Clone? (Spider-Man...or Spider-Clone?)                                                  | Archie Goodwin                                                              | Gil Kane                                                                    | Novembre 1975                                                               |
| 151       | Bataille sous la ville (Skirmish beneath the streets)                                                           | Len Wein                                                                    | Ross Andru et John Romita Sr.                                               | Décembre 1975                                                               |
| 152       | Croqué par le Shocker (Shattered by the Shocker)                                                                | Len Wein                                                                    | Ross Andru, Mike Esposito et Frank Giacoia                                  | Janvier 1976                                                                |
| 153       | Le cent mètres le plus long (The longest hundred yards)                                                         | Len Wein                                                                    | Ross Andru                                                                  | Février 1976                                                                |
| 154       | L'Homme-Sable frappe toujours deux fois (The Sandman always strikes twice)                                      | Len Wein                                                                    | Sal Buscema                                                                 | Mars 1976                                                                   |
| 155       | Qui a fait le coup ! (Whodunit !)                                                                               | Len Wein                                                                    | Sal Buscema                                                                 | Avril 1976                                                                  |
| 156       | Par temps clair on aperçoit... un mirage (On a clear day, you can see... the Mirage)                            | Len Wein                                                                    | Ross Andru                                                                  | Mai 1976                                                                    |
| 157       | Le spectre qui hantait Octopus (The ghost that hunted Octopus)                                                  | Len Wein                                                                    | Ross Andru                                                                  | Juin 1976                                                                   |
| 158       | Hammerhead est lâché (Hammerhead is out)                                                                        | Len Wein                                                                    | Ross Andru                                                                  | Juillet 1976                                                                |
| 159       | Bras dessus bras dessous dessus dessous etc. avec Doc Ock (Arm-in-arm-in-arm-in-arm-in-arm with Doctor Octopus) | Len Wein                                                                    | Ross Andru                                                                  | Août 1976                                                                   |
|           | |                                                                             |                                                                             |                                                                             |
| 160       | Voiture, mon assassin (My killer... the car)                                                                    | Len Wein                                                                    | Ross Andru                                                                  | Septembre 1976                                                              |
| 161       | Diablo, Diablo dans les ténèbres... (And the Nightcrawler came prowling, prowling)                              | Len Wein                                                                    | Ross Andru                                                                  | Octobre 1976                                                                |
| 162       | Le Punisher sera à la mesure du crime (Let the Punisher fit the crime)                                          | Len Wein                                                                    | Ross Andru                                                                  | Novembre 1976                                                               |
| 163       | Si tous les gars du Caïd... (All the Kingpin's men)                                                             | Len Wein                                                                    | Ross Andru                                                                  | Décembre 1976                                                               |
| 164       | Dos au mur (Deadline)                                                                                           | Len Wein                                                                    | Ross Andru                                                                  | Janvier 1977                                                                |
| 165       | Stegron dans la ville (Stegron stalks the city)                                                                 | Len Wein                                                                    | Ross Andru                                                                  | Février 1977                                                                |
| 166       | La guerre des reptiles (War of the Reptile-Men)                                                                 | Len Wein                                                                    | Ross Andru                                                                  | Mars 1977                                                                   |
| 167       | ...Quand le Spidericide attaque (...Stalked by the Spider-Slayer)                                               | Len Wein                                                                    | Ross Andru                                                                  | Avril 1977                                                                  |
| 168       | Un vent de meurtre (Murder on the wind)                                                                         | Len Wein                                                                    | Ross Andru                                                                  | Mai 1977                                                                    |
| 169       | Confrontation (Confrontation)                                                                                   | Len Wein                                                                    | Ross Andru                                                                  | Juin 1977                                                                   |
|           | |                                                                             |                                                                             |                                                                             |
| 170       | Folie...Vue de l'esprit (Madness in all the mind)                                                               | Len Wein                                                                    | Ross Andru                                                                  | Juillet 1977                                                                |
| 171       | Sous l'alias de Photon - Photon is another name for...?                                                         | Len Wein                                                                    | Ross Andru                                                                  | Août 1977                                                                   |
| 172       | Le démon du brasier (The fiend for the fire)                                                                    | Len Wein                                                                    | Ross Andru                                                                  | Septembre 1977                                                              |
| 173       | Si vous souffrez de la chaleur... (If you can't stand the heat..)                                               | Len Wein                                                                    | Ross Andru                                                                  | Octobre 1977                                                                |
| 174       | Hitman refait surface (The Hitman's back in town)                                                               | Len Wein                                                                    | Ross Andru                                                                  | Novembre 1977                                                               |
| 175       | Théâtre, la Grosse Pomme (Big Apple : Battleground)                                                             | Len Wein                                                                    | Ross Andru                                                                  | Décembre 1977                                                               |
| 176       | Rira bien qui rira... (He who laughs last...)                                                                   | Len Wein                                                                    | Ross Andru                                                                  | Janvier 1978                                                                |
| 177       | Avec ma gueule de bouffon (Goblin in the middle)                                                                | Len Wein                                                                    | Ross Andru                                                                  | Février 1978                                                                |
| 178       | Un bouffon dont l'œil se lève (Green grows the Goblin)                                                          | Len Wein                                                                    | Ross Andru                                                                  | Mars 1978                                                                   |
| 179       | Vert à n'en plus pouvoir (The Goblin's always greener)                                                          | Len Wein                                                                    | Ross Andru                                                                  | Avril 1978                                                                  |
|           | |                                                                             |                                                                             |                                                                             |
| 180       | Qui est ce bouffon avec qui tu traînes? (Who was that Goblin I saw you with?)                                   | Len Wein                                                                    | Ross Andru                                                                  | Mai 1978                                                                    |
| 181       | Flash back (Flashback)                                                                                          | Inspiré par Stan Lee et Steve Ditko, écrit par Marv Wolfman                 | Sal Buscema et Mike Esposito                                                | Juin 1978                                                                   |
| 182       | Le Roller Skater est de retour (The Rocket Racer's back in town)                                                | Marv Wolfman                                                                | Ross Andru                                                                  | Juillet 1978                                                                |
| 183       | Jusqu'où ira Big Wheel, qui peut le prévoir ? (And where the Big Wheel stops, nobody knows?)                    | Marv Wolfman                                                                | Ross Andru                                                                  | Août 1978                                                                   |
| 184       | Dragon blanc...Mort rouge (White dragon! Red death!)                                                            | Marv Wolfman                                                                | Ross Andru                                                                  | Septembre 1978                                                              |
| 185       | Araignée qui scintille et luit (Spider, spider, burning bright)                                                 | Marv Wolfman                                                                | Ross Andru                                                                  | Octobre 1978                                                                |
| 185       | La remise des diplômes à l'E.S.U. (The graduation of Peter Parker)                                              |                                                                             |                                                                             | Octobre 1978                                                                |

### Les années en doctorat (#186 - #252)
|     |                                                                                                 |                                       |                                                           |                |
| 186 | La menace du caméléon (Chaos in the Chameleon)                                                  | Marv Wolfman                          | Keith Pollard                                             | Novembre 1978  |
| 187 | Le pouvoir d'Electro (The power of Elektro)                                                     | Marv Wolfman et Jim Starlin           | Jim Starlin                                               | Décembre 1978  |
| 188 | Quand Puzzle la ramène (The Jigsaw is up)                                                       | Marv Wolfman                          | Keith Pollard                                             | Janvier 1979   |
| 189 | Chabanais de minuit (Mayhem by moonlight)                                                       | Marv Wolfman                          | John Byrne et Jim Mooney                                  | Février 1979   |
|     |                                                                                                 |                                       |                                                           |                |
| 190 | Sur les traces de l'Homme-loup (In search of the Man-wolf)                                      | Marv Wolfman                          | John Byrne                                                | Mars 1979      |
| 191 | Recherché pour meurtre...Spider-Man! (Wanted for murder : Spider-Man!)                          | Marv Wolfman                          | Keith Pollard et Mike Esposito                            | Avril 1979     |
| 192 | Apocalypse, compte à rebours (24 hours till doomsday)                                           | Marv Wolfman                          | Keith Pollard et Jim Mooney                               | Mai 1979       |
| 193 | Sur l'aile de la mouche (The wings of the Fearsome Fly)                                         | Marv Wolfman                          | Keith Pollard                                             | Juin 1979      |
| 194 | Chatte Noire qui croise ton chemin (Never let the Black Cat cross your path)                    | Marv Wolfman                          | Keith Pollard et Frank Giacoia                            | Juillet 1979   |
| 195 | Les neuf vies de la Chatte Noire (Nine lives has the Black Cat)                                 | Marv Wolfman                          | Keith Pollard et autres                                   | Août 1979      |
| 196 | Requiem (Requiem)                                                                               | Marv Wolfman                          | Al Milgrom                                                | Septembre 1979 |
| 197 | Le Caïd...ou massacre à minuit (The Kingpin's midnight massacre)                                | Marv Wolfman                          | Keith Pollard et Jim Mooney                               | Octobre 1979   |
| 198 | Mystério...de plus en plus fort (Mysterio is deadlier by the dozen)                             | Marv Wolfman                          | Sal Buscema et Jim Mooney                                 | Novembre 1979  |
| 199 | Me voir...et mourir (Now you see me! Now you die!)                                              | Marv Wolfman                          | Sal Buscema et Jim Mooney                                 | Décembre 1979  |
|     |                                                                                                 |                                       |                                                           |                |
| 200 | L'arachnide et le malfrat (The Spider and the Burglar...a Sequel)                               | Marv Wolfman                          | Sal Buscema et Jim Mooney                                 | Janvier 1980   |
| 201 | Chasse à l'homme (Man-Hunt)                                                                     | Marv Wolfman                          | Keith Pollard                                             | Février 1980   |
| 202 | In Memoriam (One for Those Long Gone)                                                           | Marv Wolfman                          | Keith Pollard et Jim Mooney                               | Mars 1980      |
| 203 | Envoûté, emberlificoté...ébloui (Bewitched, Bothered and Be Dazzled!)                           | Marv Wolfman                          | Keith Pollard                                             | Avril 1980     |
| 204 | La Chatte Noire retombe sur ses pattes (The Black Cat Always Lands on Her Feet)                 | Marv Wolfman                          | Keith Pollard                                             | Mai 1980       |
| 205 | D'amour et de guerre (...In Love and War)                                                       | David Michelinie                      | Keith Pollard                                             | Juin 1980      |
| 206 | Folie méthodique (A Method in His Madness)                                                      | Roger Stern                           | John Byrne et Gene Day                                    | Juillet 1980   |
| 207 | La vengeance de Mesméro (Mesmero's Revenge)                                                     | Stan Lee, Dennis O'Neil et Jim Mooney | P. Marcos                                                 | Août 1980      |
| 208 | Fusion (Fusion)                                                                                 | Dennis O'Neil                         | John Romita Jr. (structure), Al Milgrom et Brett Breeding | Septembre 1980 |
| 209 | Mon honneur est en jeu (To Salvage My Honor)                                                    | Dennis O'Neil                         | Alain Weiss                                               | Octobre 1980   |
|     |                                                                                                 |                                       |                                                           |                |
| 210 | La prophétie de Madame Web (The Prophecy of Madame Web)                                         | Dennis O'Neil                         | John Romita Jr. et Joe Sinnott                            | Novembre 1980  |
| 211 | Spider-Man et le fléau des mers (Man-Hunt)                                                      |                                       |                                                           | Décembre 1980  |
| 212 | Un nouveau vilain est né (The coming of Hydro-Man)                                              | Dennis O'Neil                         | John Romita Jr. et Jim Mooney                             | Janvier 1981   |
| 213 | Tout ce qu'ils veulent c'est te tuer Spider-Man... (All they want to do is kill you Spider-Man) | Dennis O'Neil                         | John Romita Jr.                                           | Février 1981   |
| 214 | Trahison (Then shall we both be betroyed)                                                       | Dennis O'Neil                         | John Romita Jr. et Jim Mooney                             | Mars 1981      |
| 215 | Que justice soit faite (By my powers shall I be vanquished)                                     | Dennis O'Neil                         | John Romita Jr. et Jim Mooney                             | Avril 1981     |
| 216 | Le marathon (Marathon)                                                                          | Dennis O'Neil                         | John Romita Jr. et Jim Mooney                             | Mai 1981       |
| 217 | Un duo d'enfer (Here's mud in your eye)                                                         | Dennis O'Neil                         | John Romita Jr. et Jim Mooney                             | Juin 1981      |
| 218 | L'amour est aveugle (Eye of the beholder)                                                       | Dennis O'Neil                         | John Romita Jr.                                           | Juillet 1981   |
| 219 | Derrière les barreaux (Peter Parker...Criminal)                                                 | Dennis O'Neil                         | Luke McDonnell                                            | Août 1981      |
|     |                                                                                                 |                                       |                                                           |                |
| 220 | Un cercueil pour Spider-Man (A coffin for Spider-Man)                                           | Michael Fleischer                     | Bob McLeod                                                | Septembre 1981 |
| 221 | La musique adoucit les mœurs (Blues for lonesome pinky)                                         | Dennis O'Neil                         | Alan Kupperberg                                           | Octobre 1981   |
| 222 | Un tourbillon de folie (Faster than the eye)                                                    | Bill Mantlo                           | Bob Hall                                                  | Novembre 1981  |
| 223 | La nuit des grands singes (Night of the ape)                                                    | Dennis O'Neil et J. M. DeMatteis      | John Romita Jr.                                           | Décembre 1981  |
| 224 | (Let Fly These Aged Wings!)                                                                     | Roger Stern                           | John Romita Jr. et Pablo Marcos                           | Janvier 1982   |
| 225 | (Fools...Like Us!)                                                                              | Roger Stern                           | John Romita Jr. et Bob Wiacek                             | Février 1982   |
| 226 | (But the Cat Came Back...)                                                                      | Roger Stern                           | John Romita Jr. et Jim Mooney                             | Mars 1982      |
| 227 | (Goin' Straight!)                                                                               | Roger Stern                           | John Romita Jr. et Jim Mooney                             | Avril 1982     |
| 228 | (Murder by Spider)                                                                              | Jan Strnad                            | Rick Leonardi                                             | Mai 1982       |
| 229 | (Nothing can stop the Juggernaut!)                                                              | Roger Stern                           | John Romita Jr. et Jim Mooney                             | Juin 1982      |
|     |                                                                                                 |                                       |                                                           |                |
| 230 | (The Unbeatable foe)                                                                            | Roger Stern                           | John Romita Jr. et Jim Mooney                             | Juillet 1982   |
| 231 | (Caught in the act...)                                                                          | Roger Stern                           | John Romita Jr. et Jim Mooney                             | Août 1982      |
| 232 | (Hyde...In Plain Sight!)                                                                        | Roger Stern                           | John Romita Jr. et Jim Mooney                             | Septembre 1982 |
| 233 | (Where the @¢%# Is Nose Norton?)                                                                | Roger Stern                           | John Romita Jr. et Jim Mooney                             | Octobre 1982   |
| 234 | (Now Shall Will-O'-The-Wisp Have His Revenge!)                                                  | Roger Stern                           | John Romita Jr. et Dan Green                              | Novembre 1982  |
| 235 | (Look Out There's a Monster Coming!)                                                            | Roger Stern                           | John Romita Jr. et Frank Giacoia                          | Décembre 1982  |
| 236 | (Death Knell!)                                                                                  | Roger Stern                           | John Romita Jr. et Frank Giacoia                          | Janvier 1983   |
| 237 | (High & Mighty!)                                                                                | Roger Stern et Bill Mantlo            | Bob Hall et Frank Giacoia                                 | Février 1983   |
| 238 | (Shadow of Evils Past!)                                                                         | Roger Stern                           | John Romita Jr. et John Romita Sr.                        | Mars 1983      |
| 239 | (Now Strikes the Hobgoblin!)                                                                    | Roger Stern                           | John Romita Jr. et Frank Giacoia                          | Avril 1983     |
|     |                                                                                                 |                                       |                                                           |                |
| 240 | (Wings of Vengeance!)                                                                           | Roger Stern                           | John Romita Jr.                                           | Mai 1983       |
| 241 | (In the Beginning...)                                                                           | Roger Stern                           | John Romita Jr. et Frank Giacoia                          | Juin 1983      |
| 242 | (Confrontations!)                                                                               | Roger Stern                           | John Romita Jr.                                           | Juillet 1983   |
| 243 | (Options)                                                                                       | Roger Stern                           | John Romita Jr.                                           | Août 1983      |
| 245 | (Sacrifice Play)                                                                                | Roger Stern                           | John Romita Jr.                                           | Octobre 1983   |
| 246 | (The Daydreamers)                                                                               | Roger Stern                           | John Romita Jr.                                           | Novembre 1983  |
| 247 | (Interruptions)                                                                                 | Roger Stern                           | John Romita Jr.                                           | Décembre 1983  |
| 248 | (And He Strikes Like a Thunderball)                                                             | Roger Stern                           | John Romita Jr.                                           | Janvier 1984   |
| 248 | (The Kid who Collects Spider-Man)                                                               | Roger Stern                           | Ron Frenz                                                 | Janvier 1984   |
| 249 | (Secrets)                                                                                       | Roger Stern                           | John Romita Jr.                                           | Février 1984   |
|     |                                                                                                 |                                       |                                                           |                |
| 250 | (Confessions)                                                                                   | Roger Stern                           | John Romita Jr.                                           | Mars 1984      |
| 251 | (Endings)                                                                                       | Roger Stern et Tom DeFalco            | John Romita Jr.                                           | Avril 1984     |

### Âge de la maturité (#252 à #393)

#### Le costume alien (#252 - #263)
|     |                                                   |                            |               |                |
| 252 | (Homecoming)                                      | Roger Stern et Tom DeFalco | Ron Frenz     | Mai 1984       |
| 253 | (By Myself Betrayed)                              | Tom DeFalco                | Rick Leonardi | Juin 1984      |
| 254 | (With Great Power...)                             | Tom DeFalco                | Rick Leonardi | Juillet 1984   |
| 255 | (Even a Ghost can Fear the Night)                 | Tom DeFalco                | Ron Frenz     | Août 1984      |
| 256 | (Introducing... Puma!)                            | Tom DeFalco                | Ron Frenz     | Septembre 1984 |
| 257 | (Beware the Claws of Puma)                        | Tom DeFalco                | Ron Frenz     | Octobre 1984   |
| 258 | (The Sinister Secret of Spider-Man's New Costume) | Tom DeFalco                | Ron Frenz     | Novembre 1984  |
| 259 | (All my Pasts Remembered)                         | Tom DeFalco                | Ron Frenz     | Décembre 1984  |
|     |                                                   |                            |               |                |
| 260 | (The Challenge of Hobgoblin)                      | Tom DeFalco                | Ron Frenz     | Janvier 1985   |
| 261 | (The Sins of my Father)                           | Tom DeFalco                | Ron Frenz     | Février 1985   |
| 262 | (Trade Secrets)                                   | Bob Layton                 | Bob Layton    | Mars 1985      |
| 263 | (The Spectacular Spider-Kid)                      | Tom DeFalco                | Ron Frenz     | Avril 1985     |

#### Le retour du Super Bouffon (#264 - #333)
|     |                                       |                                    |                               |                |
| 264 | (Red 9 and Red Tape)                  | Tom DeFalco                        | Ron Frenz                     | Mai 1985       |
| 265 | (After the Fox)                       | Tom DeFalco                        | Ron Frenz                     | Juin 1985      |
| 266 | (Jump for my Love)                    | Peter David                        | Sal Buscema                   | Juillet 1985   |
| 267 | (The Commuters Cometh)                | Peter David                        | Bob McLeod                    | Août 1985      |
| 268 | (This Gold is Mine)                   | Tom DeFalco                        | Ron Frenz                     | Septembre 1985 |
| 269 | (Burn, Spider, Burn!)                 | Tom DeFalco                        | Ron Frenz                     | Octobre 1985   |
|     |                                       |                                    |                               |                |
| 270 | (The Hero and the Holocaust)          | Tom DeFalco                        | Ron Frenz                     | Novembre 1985  |
| 271 | (Whatever Happened to Crusher Hogan?) | Tom DeFalco                        | Ron Frenz                     | Décembre 1985  |
| 272 | (Make Way for Slyde)                  | Tom DeFalco                        | Sal Buscema                   | Janvier 1986   |
| 273 | (To Challenge the Beyonder)           | Tom DeFalco                        | Ron Frenz                     | Février 1986   |
| 274 | (Lo, There Shall Come a Champion)     | Tom DeFalco                        | Ron Frenz                     | Mars 1986      |
| 275 | (The Choice and the Challenge)        | Tom DeFalco                        | Ron Frenz                     | Avril 1986     |
| 276 | (Unmasked)                            | Tom DeFalco                        | Ron Frenz                     | Mai 1986       |
| 277 | (The Rules of the Game)               | Tom DeFalco                        | Ron Frenz                     | Juin 1986      |
| 277 | (Cry of the Wendigo)                  | Charles Vess                       | Charles Vess                  | Juin 1986      |
| 278 | (If this be Justice)                  | Tom DeFalco, Peter David, Jo Duffy | Mike Harris                   | Juillet 1986   |
| 279 | (Savage is the Sable)                 | Tom DeFalco                        | Rick Leonardi                 | Août 1986      |
|     |                                       |                                    |                               |                |
| 280 | (The Sinister Syndicate)              | Tom DeFalco                        | Ron Frenz et Brett Breeding   | Septembre 1986 |
| 281 | (When Warriors Clash)                 | Tom DeFalco                        | Ron Frenz et Brett Breeding   | Octobre 1986   |
| 282 | (The Fury of X-Factor)                | Tom DeFalco                        | Rick Leonardi                 | Novembre 1986  |
| 283 | (With Foes like These...)             | Tom DeFalco                        | Ron Frenz                     | Décembre 1986  |
| 284 | (Gang War Part One)                   | Tom DeFalco et Jim Owsley          | Ron Frenz et Brett Breeding   | Janvier 1987   |
| 285 | (Gang War Part Two)                   | Tom DeFalco et Jim Owsley          | Alan Kupperberg               | Février 1987   |
| 286 | (Gang War Part Three)                 | Jim Owsley                         | Alan Kupperberg               | Mars 1987      |
| 287 | (Gang War Part Four)                  | Jim Owsley                         | Erik Larsen                   | Avril 1987     |
| 288 | (Gang War Part Five)                  | Jim Owsley                         | Alan Kupperberg               | Mai 1987       |
| 289 | (The Hobgoblin Revealed)              | Peter David                        | Alan Kupperberg et Tom Morgan | Juin 1987      |
|     |                                       |                                    |                               |                |
| 290 | (The Big Question)                    | David Michelinie                   | John Romita Jr.               | Juillet 1987   |
| 291 | (Dark Journey)                        | David Michelinie                   | John Romita Jr.               | Août 1987      |
| 292 | (Growing Pains)                       | David Michelinie                   | Alex Saviuk                   | Septembre 1987 |

#### Venom (#293 - #334)
|     |                                         |                  |                |                |
| 293 | (Kraven's Last Hunt Part 2: Crawling)   | J. M. DeMatteis  | Mike Zeck      | Octobre 1987   |
| 294 | (Kraven's Last Hunt Part 5: Thunder)    | J. M. DeMatteis  | Mike Zeck      | Novembre 1987  |
| 295 | (Mad Dogs)                              | Ann Nocenti      | Cindy Martin   | Décembre 1987  |
| 296 | (Force of Arms)                         | David Michelinie | Alex Saviuk    | Janvier 1988   |
| 297 | (I'll Take Manhattan)                   | David Michelinie | Alex Saviuk    | Février 1988   |
| 298 | (Chance Encounter)                      | David Michelinie | Todd McFarlane | Mars 1988      |
| 299 | (Survival of the Hittist)               | David Michelinie | Todd McFarlane | Avril 1988     |
|     |                                         |                  |                |                |
| 300 | (Venom)                                 | David Michelinie | Todd McFarlane | Mai 1988       |
| 301 | (The Sable Gauntlet)                    | David Michelinie | Todd McFarlane | Juin 1988      |
| 302 | ((Mid)-American Gothic)                 | David Michelinie | Todd McFarlane | Juillet 1988   |
| 303 | (Dock Savage)                           | David Michelinie | Todd McFarlane | Août 1988      |
| 304 | (California Schemin)                    | David Michelinie | Todd McFarlane | Septembre 1988 |
| 305 | (Westward Woe)                          | David Michelinie | Todd McFarlane | Septembre 1988 |
| 306 | (Humbugged)                             | David Michelinie | Todd McFarlane | Octobre 1988   |
| 307 | (The Thief Who Stole Himself)           | David Michelinie | Todd McFarlane | Octobre 1988   |
| 308 | (Dread)                                 | David Michelinie | Todd McFarlane | Novembre 1988  |
| 309 | (Styx and Stone)                        | David Michelinie | Todd McFarlane | Novembre 1988  |
|     |                                         |                  |                |                |
| 310 | (Shrike Force)                          | David Michelinie | Todd McFarlane | Décembre 1988  |
| 311 | (Mysteries of the Dead)                 | David Michelinie | Todd McFarlane | Janvier 1989   |
| 312 | (The Goblin War)                        | David Michelinie | Todd McFarlane | Février 1989   |
| 313 | (Slithereens)                           | David Michelinie | Todd McFarlane | Mars 1989      |
| 314 | (Down and Out in Forest Hills)          | David Michelinie | Todd McFarlane | Avril 1989     |
| 315 | (A Matter of Life and Debt)             | David Michelinie | Todd McFarlane | Mai 1989       |
| 316 | (Dead Meat)                             | David Michelinie | Todd McFarlane | Juin 1989      |
| 317 | (The Sand and the Fury)                 | David Michelinie | Todd McFarlane | Juillet 1989   |
| 318 | (Sting Your Partner)                    | David Michelinie | Todd McFarlane | Août 1989      |
| 319 | (The Scorpion's Tail Of Woe)            | David Michelinie | Todd McFarlane | Septembre 1989 |
|     |                                         |                  |                |                |
| 320 | (The Assassin Nation: License Involved) | David Michelinie | Todd McFarlane | Septembre 1989 |
| 321 | (The Assassin Nation: Under War)        | David Michelinie | Todd McFarlane | Octobre 1989   |
| 322 | (The Assassin Nation: Ceremony)         | David Michelinie | Todd McFarlane | Novembre 1989  |
| 323 | (The Assassin Nation: Assault Rivals)   | David Michelinie | Todd McFarlane | Novembre 1989  |
| 324 | (The Assassin Nation: Twos Day)         | David Michelinie | Erik Larsen    | Novembre 1989  |
| 325 | (The Assassin Nation: Finale in Red)    | David Michelinie | Todd McFarlane | Décembre 1989  |
| 326 | (Gravity Storm)                         | David Michelinie | Colleen Doran  | Décembre 1989  |
| 327 | (Cunning Attractions)                   | David Michelinie | Erik Larsen    | Décembre 1989  |
| 328 | (Shaw's Gambit)                         | David Michelinie | Todd McFarlane | Janvier 1990   |
| 329 | (Power Prey)                            | David Michelinie | Erik Larsen    | Février        |
|     |                                         |                  |                |                |
| 330 | (The Powder Chase)                      | David Michelinie | Erik Larsen    | Mars 1990      |
| 331 | (The Death Standard)                    | David Michelinie | Erik Larsen    | Avril 1990     |
| 332 | (Sunday in the Park With Venom)         | David Michelinie | Erik Larsen    | Mai 1990       |
| 333 | (Stalking Feat)                         | David Michelinie | Erik Larsen    | Juin 1990      |

#### Retour des Sinister Six (#334 - #393)
|     |                                                                               |                                  |                 |                |
| 334 | (Return of the Sinister Six Part 1: Secrets, Puzzles and Little Fears...)     | David Michelinie                 | Erik Larsen     | Juillet 1990   |
| 335 | (Return of the Sinister Six Part 2: Shocks!)                                  | David Michelinie                 | Erik Larsen     | Juillet 1990   |
| 336 | (Return of the Sinister Six Part 3: The Wagers of Sin)                        | David Michelinie                 | Erik Larsen     | Août 1990      |
| 337 | (Return of the Sinister Six Part 4: Rites and Wrongs)                         | David Michelinie                 | Erik Larsen     | Août 1990      |
| 338 | (Return of the Sinister Six Part 5: Death From Above)                         | David Michelinie                 | Erik Larsen     | Septembre 1990 |
| 339 | (Return of the Sinister Six Part 6: The Killing Cure)                         | David Michelinie                 | Erik Larsen     | Septembre 1990 |
|     |                                                                               |                                  |                 |                |
| 340 | (The Hero Subtracter)                                                         | David Michelinie                 | Erik Larsen     | Octobre 1990   |
| 341 | (Powerless Part 1: With(out) Great Power...)                                  | David Michelinie                 | Erik Larsen     | Novembre 1990  |
| 342 | (Powerless Part 2: The Jonah Trade)                                           | David Michelinie                 | Erik Larsen     | Décembre 1990  |
| 343 | (Powerless Part 3: War Garden)                                                | David Michelinie                 | Erik Larsen     | Janvier 1991   |
| 344 | (Venom Lives! Part 1: Hearts and Powers)                                      | David Michelinie                 | Erik Larsen     | Février 1991   |
| 345 | (Venom Lives! Part 2: Gun From the Heart)                                     | David Michelinie                 | Erik Larsen     | Mars 1991      |
| 346 | (Venom Lives! Part 3: Elliptical Pursuit)                                     | David Michelinie                 | Erik Larsen     | Avril 1991     |
| 347 | (Venom Lives! Part 4: The Boneyard Hop)                                       | David Michelinie                 | Erik Larsen     | Mai 1991       |
| 348 | (Righteous Sand)                                                              | David Michelinie                 | Erik Larsen     | Juin 1991      |
| 349 | (Man of Steal)                                                                | David Michelinie                 | Erik Larsen     | Juillet 1991   |
|     |                                                                               |                                  |                 |                |
| 350 | (Doom Service)                                                                | David Michelinie                 | Erik Larsen     | Août 1991      |
| 351 | (The Three Faces of Evil)                                                     | David Michelinie                 | Mark Bagley     | Septembre 1991 |
| 352 | (Death Walk)                                                                  | David Michelinie                 | Mark Bagley     | Octobre 1991   |
| 353 | (The Sidekick's Revenge Part 1: When Midnight Strikes)                        | Al Milgrom                       | Mark Bagley     | Novembre 1991  |
| 354 | (The Sidekick's Revenge Part 2: Wilde at Heart)                               | Al Milgrom                       | Mark Bagley     | Novembre 1991  |
| 355 | (The Sidekick's Revenge Part 3: Total Eclipse at the Moon... Knight)          | Al Milgrom                       | Mark Bagley     | Décembre 1991  |
| 356 | (The Sidekick's Revenge Part 4: After Midnight)                               | Al Milgrom                       | Mark Bagley     | Décembre 1991  |
| 357 | (The Sidekick's Revenge Part 5: A Bagel with Nova)                            | Al Milgrom                       | Mark Bagley     | Janvier 1992   |
| 358 | (The Sidekick's Revenge Part 6: Out on a Limb)                                | Al Milgrom                       | Mark Bagley     | Janvier 1992   |
| 359 | (Toy Death)                                                                   | David Michelinie                 | Chris Marrinan  | Février 1992   |
|     |                                                                               |                                  |                 |                |
| 360 | (Death Toy)                                                                   | David Michelinie                 | Chris Marrinan  | Mars 1992      |
| 361 | (Carnage Part 1: Savage Genesis)                                              | David Michelinie                 | Mark Bagley     | Avril 1992     |
| 362 | (Carnage Part 2: Savage Alliance)                                             | David Michelinie                 | Mark Bagley     | Mai 1992       |
| 363 | (Carnage, Part 3: Savage Grace)                                               | David Michelinie                 | Mark Bagley     | Juin 1992      |
| 364 | (The Pain of Fast Air)                                                        | David Michelinie                 | Mark Bagley     | Juillet 1992   |
| 365 | (Fathers and Sins)                                                            | David Michelinie                 | Mark Bagley     | Août 1992      |
| 365 | (The Saga of Spidey's Parents)                                                | Stan Lee                         |                 | Août 1992      |
| 365 | (How I Created Spider-Man)                                                    | David Michelinie                 | Aaron Lopresti  | Août 1992      |
| 365 | (I Remember Gwen)                                                             | Stan Lee et Tom DeFalco          | John Romita Sr. | Août 1992      |
| 365 | (A Friend in Need)                                                            | Tom DeFalco                      | Tod Smith       | Août 1992      |
| 365 | (Spider-Man: The First Thirty Years)                                          | Peter Sanderson                  |                 | Août 1992      |
| 366 | (Skullwork)                                                                   | David Michelinie                 | Jerry Bingham   | Septembre 1992 |
| 367 | (Skullduggery)                                                                | David Michelinie                 | Jerry Bingham   | Octobre 1992   |
| 368 | (Invasion of the Spider-Slayers Part 1 of 6: On Razored Wings)                | David Michelinie                 | Mark Bagley     | Novembre 1992  |
| 368 | (Cashing In)                                                                  | J. M. DeMatteis                  | Aaron Lopresti  | Novembre 1992  |
| 369 | (Invasion of the Spider-Slayers Part 2 of 6: Electric Doom)                   | David Michelinie                 | Mark Bagley     | Novembre 1992  |
| 369 | (More Bad News)                                                               | J. M. DeMatteis                  | Tod Smith       | Novembre 1992  |
|     |                                                                               |                                  |                 |                |
| 370 | (Invasion of the Spider-Slayers Part 3 of 6: Life Stings)                     | David Michelinie                 | Mark Bagley     | Décembre 1992  |
| 370 | (The Web)                                                                     | J. M. DeMatteis                  | Aaron Lopresti  | Décembre 1992  |
| 371 | (Invasion of the Spider-Slayers Part 4 of 6: One Clue Over the Cuckoo's Nest) | David Michelinie                 | Mark Bagley     | Décembre 1992  |
| 371 | (Strained Relations)                                                          | Al Milgrom                       | Aaron Lopresti  | Décembre 1992  |
| 372 | (Invasion of the Spider-Slayers Part 5 of 6: Arachnophobia Too)               | David Michelinie                 | Mark Bagley     | Janvier 1993   |
| 372 | (Punch... Counter Punch)                                                      | Al Milgrom                       | Aaron Lopresti  | Janvier 1993   |
| 373 | (Invasion of the Spider-Slayers Part 6 of 6: The Bedlam Perspective)          | David Michelinie                 | Mark Bagley     | Janvier 1993   |
| 373 | (The Getaway Scream)                                                          | J. M. DeMatteis                  | Todd Smith      | Janvier 1993   |
| 374 | (Murder on Parade)                                                            | David Michelinie                 | Mark Bagley     | Février 1993   |
| 375 | (The Bride of Venom)                                                          | David Michelinie                 | Mark Bagley     | Mars 1993      |
| 375 | (True Friends)                                                                | Tom DeFalco                      | Pat Olliffe     | Mars 1993      |
| 375 | (The Monster Within)                                                          | Eric Fein                        | Dan Panosian    | Mars 1993      |
| 375 | (Echoes)                                                                      | Terry Kavanagh                   | Aaron Lopresti  | Mars 1993      |
| 376 | (Guilt by Association)                                                        | David Michelinie                 | Jeff Johnson    | Avril 1993     |
| 377 | (Dust to Dust)                                                                | David Michelinie et Steven Grant | Jeff Johnson    | Mai 1993       |
| 378 | (Maximum Carnage Part 3 of 14: Demons, On Broadway)                           | David Michelinie                 | Mark Bagley     | Juin 1993      |
| 379 | (Maximum Carnage Part 7 of 14: The Gathering Storm)                           | David Michelinie                 | Mark Bagley     | Juillet 1993   |
|     |                                                                               |                                  |                 |                |
| 380 | (Maximum Carnage Part 11 of 14: Soldiers of Hope)                             | David Michelinie                 | Mark Bagley     | Août 1993      |
| 381 | (Samson Unleashed)                                                            | David Michelinie                 | Mark Bagley     | Septembre 1993 |
| 382 | (Emerald Rage)                                                                | David Michelinie                 | Mark Bagley     | Octobre 1993   |
| 383 | (Trial by Jury Part 1: Judgement Night)                                       | David Michelinie                 | Mark Bagley     | Novembre 1993  |
| 384 | (Trial by Jury Part 2: Dreams of Innocence)                                   | David Michelinie                 | Mark Bagley     | Décembre 1993  |
| 385 | (Trial by Jury Part 3: Rough Justice)                                         | David Michelinie                 | Mark Bagley     | Janvier 1994   |
| 386 | (Lifetheft Part 1: The Wings of Age)                                          | David Michelinie                 | Mark Bagley     | Février 1994   |
| 387 | (Lifetheft Part 2: The Thief of Years)                                        | David Michelinie                 | Mark Bagley     | Mars 1994      |
| 388 | (Lifetheft Part 3: The Sadness of Truth)                                      | David Michelinie                 | Mark Bagley     | Avril 1994     |
| 388 | (Venom: The Lost Days)                                                        | David Michelinie                 | Ron Lim         | Avril 1994     |
| 388 | (My Enemy's Enemy)                                                            | David Michelinie                 | Larry Alexander | Avril 1994     |
| 389 | (Pursuit Part Four: The Faceless Man)                                         | J. M. DeMatteis                  | Mark Bagley     | Mai 1994       |
|     |                                                                               |                                  |                 |                |
| 390 | (Shrieking Part 1: Behind the Walls)                                          | J. M. DeMatteis                  | Mark Bagley     | Juin 1994      |
| 391 | (Shrieking Part 2: The Burning Fuse)                                          | J. M. DeMatteis                  | Mark Bagley     | Juillet 1994   |
| 392 | (Shrieking Part 3: The Cocoon)                                                | J. M. DeMatteis                  | Mark Bagley     | Août 1994      |
| 393 | (Shrieking Part 3: Mother Love... Mother Hate)                                | J. M. DeMatteis                  | Mark Bagley     | Septembre 1994 |

### Saga du Clone (#394 - #435)

#### Premier acte (#394 - #406)
|     |                                                            |                                |                  |                |
| 394 | (Power and Responsibility, Part Two: Breakdown)            | J. M. DeMatteis                | Mark Bagley      | Octobre 1994   |
| 394 | (The Double - Part Two: No Escape)                         | J. M. DeMatteis                | Liam Sharp       | Octobre 1994   |
| 395 | (Back from the Edge, Part One: Outcasts)                   | J. M. DeMatteis                | Mark Bagley      | Novembre 1994  |
| 396 | (Back from the Edge, Part Three: Deadmen)                  | J. M. DeMatteis                | Mark Bagley      | Décembre 1994  |
| 397 | (Web of Death Part 1 of 4: Tentacles)                      | J. M. DeMatteis                | Mark Bagley      | Janvier 1995   |
| 398 | (Web of Death Part 3 of 4: Before I Wake)                  | J. M. DeMatteis                | Mark Bagley      | Février 1995   |
| 399 | (Smoke and Mirrors, Part Two: Resurrection)                | J. M. DeMatteis                | Mark Bagley      | Mars 1995      |
|     |                                                            |                                |                  |                |
| 400 | (The Gift)                                                 | J. M. DeMatteis                | Mark Bagley      | Avril 1995     |
| 400 | (The Parker Legacy, Part One: A Shock to the System)       | J. M. DeMatteis                | John Romita Jr.  | Avril 1995     |
| 400 | (The Morning After)                                        | J. M. DeMatteis et Stan Lee    | Tom Grummett     | Avril 1995     |
| 401 | (The Mark of Kaine, Part Two: Down in the Darkness)        | J. M. DeMatteis                | Mark Bagley      | Mai 1995       |
| 402 | (Crossfire, Part One)                                      | J. M. DeMatteis                | Mark Bagley      | Juin 1995      |
| 403 | (The Trial of Peter Parker, Part Two: Judgement at Bedlam) | J. M. DeMatteis                | Mark Bagley      | Juillet 1995   |
| 404 | (Maximum Clonage: In the Name of the Father)               | J. M. DeMatteis et Todd Dezago | Mark Bagley      | Août 1995      |
| 405 | (Exiled, Part Two: The Worth of a Man)                     | J. M. DeMatteis et Todd Dezago | Darick Robertson | Septembre 1995 |
| 406 | (The Greatest Responsibility, Part One: Crossroads)        | J. M. DeMatteis                | Angel Medina     | Octobre 1995   |

#### Deuxième acte (#407 - #435)
|                               |                                                        |                            |             |                |
| The Amazing Scarlet Spider #1 | (Virtual Mortality, Part Two: Violated by the Virtual) | Tom DeFalco et Mike Lackey | Mark Bagley | Septembre 1995 |
| The Amazing Scarlet Spider #2 | (Cyberwar, Part Two: Caught in the Game)               | Tom DeFalco                | Mark Bagley | Octobre 1995   |

|     |                                              |             |                 |                |
| 407 | (Blasts from the Past)                       | Tom DeFalco | Mark Bagley     | Janvier 1996   |
| 408 | (Imposible, Be My Dream)                     | Tom DeFalco | Mark Bagley     | Février 1996   |
| 409 | (Of Wages and Wars)                          | Tom DeFalco | Mark Bagley     | Mars 1996      |
|     |                                              |             |                 |                |
| 410 | (And Now, Spider-Carnage)                    | Tom DeFalco | Mark Bagley     | Avril 1996     |
| 411 | (Targets)                                    | Tom DeFalco | Mark Bagley     | Mai 1996       |
| 412 | (The Face of my Enemy)                       | Tom DeFalco | Mark Bagley     | Juin 1996      |
| 413 | (Bug Story)                                  | Tom DeFalco | Mark Bagley     | Juillet 1996   |
| 414 | (Deadly in Delilah)                          | Tom DeFalco | Mark Bagley     | Août 1996      |
| 415 | (Siege)                                      | Tom DeFalco | Mark Bagley     | Septembre 1996 |
| 416 | (The Road Block)                             | Tom DeFalco | Ron Garney      | Octobre 1996   |
| 417 | (Secrets)                                    | Tom DeFalco | Ron Garney      | Novembre 1996  |
| 418 | (Revelations Part 3)                         | Tom DeFalco | Steve Skroce    | Décembre 1996  |
| 419 | (Beware the Black Tarentula)                 | Tom DeFalco | Steve Skroce    | Janvier 1997   |
|     |                                              |             |                 |                |
| 420 | (Twas a Night Before Christmas)              | Tom DeFalco | Steve Skroce    | Février 1997   |
| 421 | (And Death Shall Fly Like a Dragon)          | Tom DeFalco | Steve Skroce    | Mars 1997      |
| 421 | (Hidden Agendas)                             | Tom DeFalco | Geof Isherwood  | Mars 1997      |
| 422 | (Exposed Wiring)                             | Tom DeFalco | Joe Bennett     | Avril 1997     |
| 423 | (Choices)                                    | Tom DeFalco | Joe Bennett     | Mai 1997       |
| 424 | (Then Came... Elektra)                       | Tom DeFalco | Joe Bennett     | Juin 1997      |
| -1  | (Where Have All The Heroes Gone)             | Tom DeFalco | Joe Bennett     | Juillet 1997   |
| -1  | (The Secrets of Peter Parker)                | Tom DeFalco | Pat Oliffe      | Juillet 1997   |
| 425 | (The Chump, The Challenge and The Champion!) | Tom DeFalco | Steve Skroce    | Août 1997      |
| 426 | (Only the Evil Returns)                      | Tom DeFalco | Steve Skroce    | Septembre 1997 |
| 427 | (Sacrifice Play)                             | Tom DeFalco | Steve Skroce    | Octobre 1997   |
| 428 | (Living Large)                               | Tom DeFalco | Steve Skroce    | Novembre 1997  |
| 429 | (The Price)                                  | Tom DeFalco | Joe Bennett     | Décembre 1997  |
|     |                                              |             |                 |                |
| 430 | (Savage Rebirth)                             | Tom DeFalco | Joe Bennett     | Janvier 1998   |
| 431 | (The Carnage Cosmic)                         | Tom DeFalco | Joe Bennett     | Février 1998   |
| 432 | (Spider-Hunt, Part 2)                        | Tom DeFalco | John Romita Jr. | Mars 1998      |
| 433 | (The Long Farewell)                          | Tom DeFalco | Tom Lyle        | Avril 1998     |
| 434 | (Round and 'Round With Ricochet)             | Tom DeFalco | Joe Bennett     | Mai 1998       |
| 435 | (Fun'n Games with the Four Star Squad)       | Tom DeFalco | Joe Bennett     | Juin 1998      |

### Retour à la normale (#436 - #528)
| Numéro  | Titre                                               | Scénariste                                | Dessinateur                        | Date de publication |
| ------- | --------------------------------------------------- | ----------------------------------------- | ---------------------------------- | ------------------- |
|         |                                                     |                                           |                                    |                     |
| 436     |                                                     | Tom DeFalco                               | Joe Bennett                        | Juillet 1998        |
|         |                                                     |                                           |                                    |                     |
|         |                                                     |                                           |                                    |                     |
| 437     | (I, Monster)                                        | Tom DeFalco                               | Rafael Kayanan                     | Août 1998           |
|         |                                                     |                                           |                                    |                     |
|         |                                                     |                                           |                                    |                     |
| 438     | (Seeing is Disbelieving)                            | Tom DeFalco                               | Scott Kolins                       | Septembre 1998      |
|         |                                                     |                                           |                                    |                     |
|         |                                                     |                                           |                                    |                     |
| 439     | (There Once Was a Spider)                           | Tom DeFalco                               | Rafael Kayanan                     | Septembre 1998      |
|         |                                                     |                                           |                                    |                     |
|         |                                                     |                                           |                                    |                     |
| 440     | (A Hot Time in the Old Town)                        | John Byrne                                | Rafael Kayanan                     | Octobre 1998        |
|         |                                                     |                                           |                                    |                     |
|         |                                                     |                                           |                                    |                     |
| 441     | (And Who Shall Claim a Kingly Crown?)               | John Byrne                                | Rafael Kayanan                     | Novembre 1998       |
|         |                                                     |                                           |                                    |                     |
|         |                                                     |                                           |                                    |                     |
| (1) 442 |                                                     |                                           |                                    | Janvier 1999        |
|         | (Were r u Spider-Man???)                            | Howard Mackie                             | John Byrne                         |                     |
|         |                                                     |                                           |                                    |                     |
|         | (Rebirth)                                           | Howard Mackie                             | Rafael Kayanan                     |                     |
|         |                                                     |                                           |                                    |                     |
|         | (The Secrets of Spider-Man)                         | John Byrne                                | John Byrne                         |                     |
|         |                                                     |                                           |                                    |                     |
|         |                                                     |                                           |                                    |                     |
| 443     | (I can't...(and I don't want to)...but I must!)     | Howard Mackie                             | John Byrne                         | Février 1999        |
|         |                                                     |                                           |                                    |                     |
|         |                                                     |                                           |                                    |                     |
| 444     | (Off to a Flying Start)                             | Howard Mackie                             | John Byrne                         | Mars 1999           |
|         |                                                     |                                           |                                    |                     |
|         |                                                     |                                           |                                    |                     |
| 445     | (Betrayals)                                         | Howard Mackie                             | John Byrne                         | Avril 1999          |
|         |                                                     |                                           |                                    |                     |
|         |                                                     |                                           |                                    |                     |
| 446     | (... and Then There Was None)                       | Howard Mackie                             | John Byrne                         | Mai 1999            |
|         |                                                     |                                           |                                    |                     |
|         |                                                     |                                           |                                    |                     |
| 447     | (Truth Be Told (...or Not))                         | Howard Mackie                             | John Byrne                         | Juin 1999           |
|         |                                                     |                                           |                                    |                     |
|         |                                                     |                                           |                                    |                     |
| 448     | Heroes and Villains                                 | Howard Mackie                             | John Byrne                         | Juillet 1999        |
|         |                                                     |                                           |                                    |                     |
|         |                                                     |                                           |                                    |                     |
| 449     | The Man Behind the Curtain!                         | Howard Mackie                             | John Byrne                         | Août 1999           |
|         |                                                     |                                           |                                    |                     |
|         |                                                     |                                           |                                    |                     |
| 450     | The List                                            | Howard Mackie                             | John Byrne                         | Septembre 1999      |
|         |                                                     |                                           |                                    |                     |
|         |                                                     |                                           |                                    |                     |
| 451     | And Then There Were...                              | Howard Mackie                             | John Byrne                         | Octobre 1999        |
|         |                                                     |                                           |                                    |                     |
|         |                                                     |                                           |                                    |                     |
| 452     | Bright Lights...Bigger City                         | Howard Mackie                             | John Byrne                         | Novembre 1999       |
|         |                                                     |                                           |                                    |                     |
|         |                                                     |                                           |                                    |                     |
| 453     | Another Return of the Sinister Six!                 | Howard Mackie                             | John Byrne                         | Décembre 1999       |
|         |                                                     |                                           |                                    |                     |
|         |                                                     |                                           |                                    |                     |
| 454     | Time Enough ..?                                     | Howard Mackie                             | John Byrne                         | Janvier 2000        |
|         |                                                     |                                           |                                    |                     |
|         |                                                     |                                           |                                    |                     |
| 455     | A Surfeit of Spiders                                | Howard Mackie                             | John Byrne                         | Février 2000        |
|         |                                                     |                                           |                                    |                     |
|         |                                                     |                                           |                                    |                     |
| 456     | We're All Doomed...Again!                           | Howard Mackie                             | John Byrne                         | Mars 2000           |
|         |                                                     |                                           |                                    |                     |
|         |                                                     |                                           |                                    |                     |
| 457     | Coming Home                                         | Howard Mackie                             | John Byrne                         | Avril 2000          |
|         |                                                     |                                           |                                    |                     |
|         |                                                     |                                           |                                    |                     |
| 458     | Dust in the Wind                                    | Howard Mackie                             | John Byrne                         | Mai 2000            |
|         |                                                     |                                           |                                    |                     |
|         |                                                     |                                           |                                    |                     |
| 459     | Homeward Bound                                      | Howard Mackie                             | John Byrne                         | Juin 2000           |
|         |                                                     |                                           |                                    |                     |
|         |                                                     |                                           |                                    |                     |
| 460     | Mirror Mirror                                       | Howard Mackie                             | Erik Larsen                        | Juillet 2000        |
|         |                                                     |                                           |                                    |                     |
|         |                                                     |                                           |                                    |                     |
| 461     | Set Up!                                             | Howard Mackie                             | Erik Larsen                        | Août 2000           |
|         |                                                     |                                           |                                    |                     |
|         |                                                     |                                           |                                    |                     |
| 462     | Slayers to the Left of Me...                        | Howard Mackie                             | Erik Larsen                        | Septembre 2000      |
|         |                                                     |                                           |                                    |                     |
|         |                                                     |                                           |                                    |                     |
| 463     | The Distinguished Gentleman from New York           | Howard Mackie                             | John Romita Jr.                    | Octobre 2000        |
|         |                                                     |                                           |                                    |                     |
|         |                                                     |                                           |                                    |                     |
| 464     | How Many Times?                                     | Howard Mackie                             | John Romita Jr.                    | Novembre 2000       |
|         |                                                     |                                           |                                    |                     |
|         |                                                     |                                           |                                    |                     |
| 465     | Failure Is Not An Option                            | Howard Mackie                             | John Romita Jr.                    | Décembre 2000       |
|         |                                                     |                                           |                                    |                     |
|         |                                                     |                                           |                                    |                     |
| 466     | Darkness Calling                                    | Howard Mackie                             | John Romita Jr.                    | Janvier 2001        |
|         |                                                     |                                           |                                    |                     |
|         |                                                     |                                           |                                    |                     |
| 467     | The Mask                                            | Howard Mackie                             | John Romita Jr.                    | Février 2001        |
|         |                                                     |                                           |                                    |                     |
|         |                                                     |                                           |                                    |                     |
| 468     | The Stray                                           | Howard Mackie                             | John Romita Jr.                    | Mars 2001           |
|         |                                                     |                                           |                                    |                     |
|         |                                                     |                                           |                                    |                     |
| 469     | Distractions                                        | Howard Mackie                             | Joe Bennett                        | Avril 2001          |
|         |                                                     |                                           |                                    |                     |
|         |                                                     |                                           |                                    |                     |
| 470     | Mary Jane                                           | Howard Mackie                             | Lee Weeks                          | Mai 2001            |
|         |                                                     |                                           |                                    |                     |
|         |                                                     |                                           |                                    |                     |
| 471     | Transformations, Literal & Otherwise                | Joseph Michael Straczynski                | John Romita Jr.                    | Juin 2001           |
|         |                                                     |                                           |                                    |                     |
|         |                                                     |                                           |                                    |                     |
| 472     | Coming Home                                         | Joseph Michael Straczynski                | John Romita Jr.                    | Juillet 2001        |
|         |                                                     |                                           |                                    |                     |
|         |                                                     |                                           |                                    |                     |
| 473     | The Long, Dark Pizza of the Soul                    | Joseph Michael Straczynski                | John Romita Jr.                    | Août 2001           |
|         |                                                     |                                           |                                    |                     |
|         |                                                     |                                           |                                    |                     |
| 474     | All Fall Down                                       | Joseph Michael Straczynski                | John Romita Jr.                    | Septembre 2001      |
|         |                                                     |                                           |                                    |                     |
|         |                                                     |                                           |                                    |                     |
| 475     | Meltdown                                            | Joseph Michael Straczynski                | John Romita Jr.                    | Octobre 2001        |
|         |                                                     |                                           |                                    |                     |
|         |                                                     |                                           |                                    |                     |
| 476     | Coming Out                                          | Joseph Michael Straczynski                | John Romita Jr.                    | Novembre 2001       |
|         |                                                     |                                           |                                    |                     |
|         |                                                     |                                           |                                    |                     |
| 477     | Stand Tall                                          | Joseph Michael Straczynski                | John Romita Jr.                    | Décembre 2001       |
|         |                                                     |                                           |                                    |                     |
|         |                                                     |                                           |                                    |                     |
| 478     | Interlude                                           | Joseph Michael Straczynski                | John Romita Jr.                    | Janvier 2002        |
|         |                                                     |                                           |                                    |                     |
|         |                                                     |                                           |                                    |                     |
| 479     | The Conversation                                    | Joseph Michael Straczynski                | John Romita Jr.                    | Février 2002        |
|         |                                                     |                                           |                                    |                     |
|         |                                                     |                                           |                                    |                     |
| 480     | Meanwhile...                                        | Joseph Michael Straczynski                | John Romita Jr.                    | Mai 2002            |
|         |                                                     |                                           |                                    |                     |
|         |                                                     |                                           |                                    |                     |
| 481     | Sensitive Issues                                    | Joseph Michael Straczynski                | John Romita Jr.                    | Mai 2002            |
|         |                                                     |                                           |                                    |                     |
|         |                                                     |                                           |                                    |                     |
| 482     | Looking Back                                        | Joseph Michael Straczynski                | John Romita Jr.                    | Mai 2002            |
|         |                                                     |                                           |                                    |                     |
|         |                                                     |                                           |                                    |                     |
| 483     | A Strange Turn of Events                            | Joseph Michael Straczynski                | John Romita Jr.                    | Juin 2002           |
|         |                                                     |                                           |                                    |                     |
|         |                                                     |                                           |                                    |                     |
| 484     | Cold Arms                                           | Joseph Michael Straczynski                | John Romita Jr.                    | Juillet 2002        |
|         |                                                     |                                           |                                    |                     |
|         |                                                     |                                           |                                    |                     |
| 485     | Arms and the Men                                    | Joseph Michael Straczynski                | John Romita Jr.                    | Août 2002           |
|         |                                                     |                                           |                                    |                     |
|         |                                                     |                                           |                                    |                     |
| 486     | Until the Stars Turn Cold                           | Joseph Michael Straczynski                | John Romita Jr.                    | Septembre 2002      |
|         |                                                     |                                           |                                    |                     |
|         |                                                     |                                           |                                    |                     |
| 487     | Unnatural Enemies                                   | Joseph Michael Straczynski                | John Romita Jr.                    | Novembre 2002       |
|         |                                                     |                                           |                                    |                     |
|         |                                                     |                                           |                                    |                     |
| 488     | The Life & Death of Spiders                         | Joseph Michael Straczynski                | John Romita Jr.                    | Novembre 2002       |
|         |                                                     |                                           |                                    |                     |
|         |                                                     |                                           |                                    |                     |
| 489     | A Spider's Tale                                     | Joseph Michael Straczynski                | John Romita Jr.                    | Décembre 2002       |
|         |                                                     |                                           |                                    |                     |
|         |                                                     |                                           |                                    |                     |
| 490     | Bad Connections                                     | Joseph Michael Straczynski                | John Romita Jr.                    | Janvier 2003        |
|         |                                                     |                                           |                                    |                     |
|         |                                                     |                                           |                                    |                     |
| 491     | Doomed Affairs                                      | Joseph Michael Straczynski                | John Romita Jr.                    | Février 2003        |
|         |                                                     |                                           |                                    |                     |
|         |                                                     |                                           |                                    |                     |
| 492     | Digger                                              | Joseph Michael Straczynski                | John Romita Jr.                    | Mars 2003           |
|         |                                                     |                                           |                                    |                     |
|         |                                                     |                                           |                                    |                     |
| 493     | Dig This                                            | Joseph Michael Straczynski                | John Romita Jr.                    | Avril 2003          |
|         |                                                     |                                           |                                    |                     |
|         |                                                     |                                           |                                    |                     |
| 494     | Parts and Pieces                                    | Joseph Michael Straczynski                | John Romita Jr.                    | Mai 2003            |
|         |                                                     |                                           |                                    |                     |
|         |                                                     |                                           |                                    |                     |
| 495     | The Balancing of Karmic Accounts                    | Joseph Michael Straczynski                | John Romita Jr.                    | Juillet 2003        |
|         |                                                     |                                           |                                    |                     |
|         |                                                     |                                           |                                    |                     |
| 496     | Unintended Consequences                             | Fiona Avery et Joseph Michael Straczynski | John Romita Jr.                    | Juillet 2003        |
|         |                                                     |                                           |                                    |                     |
|         |                                                     |                                           |                                    |                     |
| 497     | The Revolution Within                               | Fiona Avery et Joseph Michael Straczynski | John Romita Jr.                    | Août 2003           |
|         |                                                     |                                           |                                    |                     |
|         |                                                     |                                           |                                    |                     |
| 498     | Happy Birthday Part 1                               | Joseph Michael Straczynski                | John Romita Jr.                    | Septembre 2003      |
|         |                                                     |                                           |                                    |                     |
|         |                                                     |                                           |                                    |                     |
| 499     | Happy Birthday Part 2                               | Joseph Michael Straczynski                | John Romita Jr.                    | Septembre 2003      |
|         |                                                     |                                           |                                    |                     |
|         |                                                     |                                           |                                    |                     |
| 500     | Happy Birthday Part 3                               | Joseph Michael Straczynski                | John Romita Jr. et John Romita Sr. | Octobre 2003        |
|         |                                                     |                                           |                                    |                     |
|         |                                                     |                                           |                                    |                     |
| 501     | Saturday in the Park with May                       | Joseph Michael Straczynski                | John Romita Jr.                    | Novembre 2003       |
|         |                                                     |                                           |                                    |                     |
|         |                                                     |                                           |                                    |                     |
| 502     | You Want Pants With That?                           | Joseph Michael Straczynski                | John Romita Jr.                    | Décembre 2003       |
|         |                                                     |                                           |                                    |                     |
|         |                                                     |                                           |                                    |                     |
| 503     | Chasing A Dark Shadow                               | Fiona Avery et Joseph Michael Straczynski | John Romita Jr.                    | Janvier 2004        |
|         |                                                     |                                           |                                    |                     |
|         |                                                     |                                           |                                    |                     |
| 504     | The Coming of Chaos                                 | Fiona Avery et Joseph Michael Straczynski | John Romita Jr.                    | Février 2004        |
|         |                                                     |                                           |                                    |                     |
|         |                                                     |                                           |                                    |                     |
| 505     | Vibes                                               | Fiona Avery et Joseph Michael Straczynski | John Romita Jr.                    | Mars 2004           |
|         |                                                     |                                           |                                    |                     |
|         |                                                     |                                           |                                    |                     |
| 506     | The Book of Ezekiel: Chapter One                    | Joseph Michael Straczynski                | John Romita Jr.                    | Mars 2004           |
|         |                                                     |                                           |                                    |                     |
|         |                                                     |                                           |                                    |                     |
| 507     | The Book of Ezekiel: Chapter Two                    | Joseph Michael Straczynski                | John Romita Jr.                    | Avril 2004          |
|         |                                                     |                                           |                                    |                     |
|         |                                                     |                                           |                                    |                     |
| 508     | The Book of Ezekiel: Chapter Three                  | Joseph Michael Straczynski                | John Romita Jr.                    | Juin 2004           |
|         |                                                     |                                           |                                    |                     |
|         |                                                     |                                           |                                    |                     |
| 509     | Sins Past Part One                                  | Joseph Michael Straczynski                | Mike Deodato Jr.                   | Juin 2004           |
|         |                                                     |                                           |                                    |                     |
|         |                                                     |                                           |                                    |                     |
| 510     | Sins Past Part Two                                  | Joseph Michael Straczynski                | Mike Deodato Jr.                   | Juillet 2004        |
|         |                                                     |                                           |                                    |                     |
|         |                                                     |                                           |                                    |                     |
| 511     | Sins Past Part Three                                | Joseph Michael Straczynski                | Mike Deodato Jr.                   | Août 2004           |
|         |                                                     |                                           |                                    |                     |
|         |                                                     |                                           |                                    |                     |
| 512     | Sins Past Part Four                                 | Joseph Michael Straczynski                | Mike Deodato Jr.                   | Septembre 2004      |
|         |                                                     |                                           |                                    |                     |
|         |                                                     |                                           |                                    |                     |
| 513     | Sins Past Part Five                                 | Joseph Michael Straczynski                | Mike Deodato Jr.                   | Octobre 2004        |
|         |                                                     |                                           |                                    |                     |
|         |                                                     |                                           |                                    |                     |
| 514     | Sins Past Part Six                                  | Joseph Michael Straczynski                | Mike Deodato Jr.                   | Novembre 2004       |
|         |                                                     |                                           |                                    |                     |
|         |                                                     |                                           |                                    |                     |
| 515     | Skin Deep Part One                                  | Joseph Michael Straczynski                | Mike Deodato Jr. et Mark Brooks    | Décembre 2004       |
|         |                                                     |                                           |                                    |                     |
|         |                                                     |                                           |                                    |                     |
| 516     | Skin Deep Part Two                                  | Joseph Michael Straczynski                | Mike Deodato Jr. et Mark Brooks    | Janvier 2005        |
|         |                                                     |                                           |                                    |                     |
|         |                                                     |                                           |                                    |                     |
| 517     | Skin Deep Part Three                                | Joseph Michael Straczynski                | Mike Deodato Jr. et Mark Brooks    | Février 2005        |
|         |                                                     |                                           |                                    |                     |
|         |                                                     |                                           |                                    |                     |
| 518     | Skin Deep Part Four                                 | Joseph Michael Straczynski                | Mike Deodato Jr. et Mark Brooks    | Mars 2005           |
|         |                                                     |                                           |                                    |                     |
|         |                                                     |                                           |                                    |                     |
| 519     | Moving Up                                           | Joseph Michael Straczynski                | Mike Deodato Jr.                   | Avril 2005          |
|         |                                                     |                                           |                                    |                     |
|         |                                                     |                                           |                                    |                     |
| 520     | Acts of Aggression                                  | Joseph Michael Straczynski                | Mike Deodato Jr.                   | Mai 2005            |
|         |                                                     |                                           |                                    |                     |
|         |                                                     |                                           |                                    |                     |
| 521     | Unintended Consequences                             | Joseph Michael Straczynski                | Mike Deodato Jr.                   | Juin 2005           |
|         |                                                     |                                           |                                    |                     |
|         |                                                     |                                           |                                    |                     |
| 522     | Moving Targets                                      | Joseph Michael Straczynski                | Mike Deodato Jr.                   | Juillet 2005        |
|         |                                                     |                                           |                                    |                     |
|         |                                                     |                                           |                                    |                     |
| 523     | Extreme Measures                                    | Joseph Michael Straczynski                | Mike Deodato Jr.                   | Août 2005           |
|         |                                                     |                                           |                                    |                     |
|         |                                                     |                                           |                                    |                     |
| 524     | All Fall Down                                       | Joseph Michael Straczynski                | Mike Deodato Jr.                   | Septembre 2005      |
|         |                                                     |                                           |                                    |                     |
|         |                                                     |                                           |                                    |                     |
| 525     | The Other: Evolve Or Die Part 3 of 12: Rage         | Peter David                               | Mike Deodato Jr.                   | Octobre 2005        |
|         |                                                     |                                           |                                    |                     |
|         |                                                     |                                           |                                    |                     |
| 526     | The Other: Evolve Or Die Part 6 of 12: Reckoning    | Reginald Hudlin                           | Mike Deodato Jr.                   | Novembre 2005       |
|         |                                                     |                                           |                                    |                     |
|         |                                                     |                                           |                                    |                     |
| 527     | The Other: Evolve Or Die Part 9 of 12: Evolution    | Joseph Michael Straczynski                | Mike Deodato Jr.                   | Décembre 2005       |
|         |                                                     |                                           |                                    |                     |
|         |                                                     |                                           |                                    |                     |
| 528     | The Other: Evolve Or Die Part 12 of 12: Post-Mortem | Joseph Michael Straczynski                | Mike Deodato Jr.                   | Janvier 2006        |
|         |                                                     |                                           |                                    |                     |
|         |                                                     |                                           |                                    |                     |

### Civil War (#529 - #545)

#### Guerre civile (#529 - #538)
| Numéro | Titre                                                | Scénariste                 | Dessinateur   | Date de publication |
| ------ | ---------------------------------------------------- | -------------------------- | ------------- | ------------------- |
|        |                                                      |                            |               |                     |
| 529    | (Mr. Parker Goes to Washington: Part One of Three)   | Joseph Michael Straczynski | Ron Garney    | Avril 2006          |
|        |                                                      |                            |               |                     |
|        |                                                      |                            |               |                     |
| 530    | (Mr. Parker Goes to Washington: Part Two of Three)   | Joseph Michael Straczynski | Tyler Kirkham | Mai 2006            |
|        |                                                      |                            |               |                     |
|        |                                                      |                            |               |                     |
| 531    | (Mr. Parker Goes to Washington: Part Three of Three) | Joseph Michael Straczynski | Tyler Kirkham | Juin 2006           |
|        |                                                      |                            |               |                     |
|        |                                                      |                            |               |                     |
| 532    | (The War at Home: Part One of Six)                   | Joseph Michael Straczynski | Ron Garney    | Juillet 2006        |
|        |                                                      |                            |               |                     |
|        |                                                      |                            |               |                     |
| 533    | (The Night the War Came Home: Part Two of Six)       | Joseph Michael Straczynski | Ron Garney    | Août 2006           |
|        |                                                      |                            |               |                     |
|        |                                                      |                            |               |                     |
| 534    | (The War at Home: Part Three of Six)                 | Joseph Michael Straczynski | Ron Garney    | Septembre 2006      |
|        |                                                      |                            |               |                     |
|        |                                                      |                            |               |                     |
| 535    | (The War at Home: Part Four of Six)                  | Joseph Michael Straczynski | Ron Garney    | Octobre 2006        |
|        |                                                      |                            |               |                     |
|        |                                                      |                            |               |                     |
| 536    | (The War at Home: Part Five of Six)                  | Joseph Michael Straczynski | Ron Garney    | Novembre 2006       |
|        |                                                      |                            |               |                     |
|        |                                                      |                            |               |                     |
| 537    | (The War at Home: Part Six of Seven)                 | Joseph Michael Straczynski | Ron Garney    | Décembre 2006       |
|        |                                                      |                            |               |                     |
|        |                                                      |                            |               |                     |
| 538    | (The War at Home: Part Seven of Seven)               | Joseph Michael Straczynski | Ron Garney    | Janvier 2007        |
|        |                                                      |                            |               |                     |
|        |                                                      |                            |               |                     |

#### Back in Black (#539 - #543)
| 539 | (Back in Black: Part 1 of 5) | Joseph Michael Straczynski | Ron Garney | Avril 2007   |
|     |                              |                            |            |              |
|     |                              |                            |            |              |
| 540 | (Back in Black: Part 2 of 5) | Joseph Michael Straczynski | Ron Garney | Mai 2007     |
|     |                              |                            |            |              |
|     |                              |                            |            |              |
| 541 | (Back in Black: Part 3 of 5) | Joseph Michael Straczynski | Ron Garney | Juin 2007    |
|     |                              |                            |            |              |
|     |                              |                            |            |              |
| 542 | (Back in Black: Part 4 of 5) | Joseph Michael Straczynski | Ron Garney | Août 2007    |
|     |                              |                            |            |              |
|     |                              |                            |            |              |
| 543 | (Back in Black: Part 5 of 5) | Joseph Michael Straczynski | Ron Garney | Octobre 2007 |
|     |                              |                            |            |              |
|     |                              |                            |            |              |

#### One More Day (#544 - #545)
| 544 | (Spider-Man: One More Day, Part 1) | Joseph Michael Straczynski                | Joe Quesada | Novembre 2007 |
|     |                                    |                                           |             |               |
|     |                                    |                                           |             |               |
| 545 |                                    |                                           |             | Décembre 2007 |
|     | (Spider-Man: One More Day, Part 4) | Joseph Michael Straczynski et Joe Quesada | Joe Quesada |               |
|     |                                    |                                           |             |               |
|     | (The Wedding)                      | David Michelinie et Jim Shooter           | Paul Ryan   |               |
|     |                                    |                                           |             |               |
|     |                                    |                                           |             |               |

### Brand New Day (#546 - #647)
| Numéro | Titre                                                  | Scénariste                             | Dessinateur                        | Date de publication |
| ------ | ------------------------------------------------------ | -------------------------------------- | ---------------------------------- | ------------------- |
|        |                                                        |                                        |                                    |                     |
| 546    | Brand New Day                                          | Dan Slott                              | Steve McNiven                      | Janvier 2008        |
|        |                                                        |                                        |                                    |                     |
|        |                                                        |                                        |                                    |                     |
| 547    | Crimes of the Heart                                    | Dan Slott                              | Steve McNiven                      | Janvier 2008        |
|        |                                                        |                                        |                                    |                     |
|        |                                                        |                                        |                                    |                     |
| 548    | Blood Ties                                             | Dan Slott                              | Steve McNiven                      | Janvier 2008        |
|        |                                                        |                                        |                                    |                     |
|        |                                                        |                                        |                                    |                     |
| 549    | Who's that Girl?!?                                     | Marc Guggenheim                        | Salvador Larroca                   | Février 2008        |
|        |                                                        |                                        |                                    |                     |
|        |                                                        |                                        |                                    |                     |
| 550    | The Menace of...Menace!!                               | Marc Guggenheim                        | Salvador Larroca                   | Février 2008        |
|        |                                                        |                                        |                                    |                     |
|        |                                                        |                                        |                                    |                     |
| 551    | Lo, There Shall Come a MENACE!!                        | Marc Guggenheim                        | Salvador Larroca                   | Février 2008        |
|        |                                                        |                                        |                                    |                     |
|        |                                                        |                                        |                                    |                     |
| 552    | Just Blame Spider-Man                                  | Bob Gale                               | Phil Jimenez                       | Mars 2008           |
|        |                                                        |                                        |                                    |                     |
|        |                                                        |                                        |                                    |                     |
| 553    | Freak-Out!                                             | Bob Gale                               | Phil Jimenez                       | Mars 2008           |
|        |                                                        |                                        |                                    |                     |
|        |                                                        |                                        |                                    |                     |
| 554    | Burned!                                                | Bob Gale                               | Phil Jimenez                       | Mars 2008           |
|        |                                                        |                                        |                                    |                     |
|        |                                                        |                                        |                                    |                     |
| 555    | Sometimes It Snows in April                            | Zeb Wells                              | Chris Bachalo                      | Avril 2008          |
|        |                                                        |                                        |                                    |                     |
|        |                                                        |                                        |                                    |                     |
| 556    | The Last Nameless Day                                  | Zeb Wells                              | Chris Bachalo                      | Avril 2008          |
|        |                                                        |                                        |                                    |                     |
|        |                                                        |                                        |                                    |                     |
| 557    | Dead of Winter                                         | Zeb Wells                              | Chris Bachalo                      | Avril 2008          |
|        |                                                        |                                        |                                    |                     |
|        |                                                        |                                        |                                    |                     |
| 558    | Freak the Third                                        | Bob Gale                               | Barry Kitson                       | Mai 2008            |
|        |                                                        |                                        |                                    |                     |
|        |                                                        |                                        |                                    |                     |
| 559    | Peter Parker, Paparazzi: Money Shot                    | Dan Slott                              | Marcos Martín                      | Mai 2008            |
|        |                                                        |                                        |                                    |                     |
|        |                                                        |                                        |                                    |                     |
| 560    | Peter Parker, Paparazzi: Flat Out Crazy!               | Dan Slott                              | Marcos Martín                      | Mai 2008            |
|        |                                                        |                                        |                                    |                     |
|        |                                                        |                                        |                                    |                     |
| 561    | Peter Parker, Paparazzi: Photo Finished                | Dan Slott                              | Marcos Martín                      | Juin 2008           |
|        |                                                        |                                        |                                    |                     |
|        |                                                        |                                        |                                    |                     |
| 562    | The Other Spider-Man                                   | Bob Gale                               | Mike McKone                        | Juin 2008           |
|        |                                                        |                                        |                                    |                     |
|        |                                                        |                                        |                                    |                     |
| 563    | So Spider-Man Walks Into a Bar AND...                  | Bob Gale                               | Mike McKone                        | Juin 2008           |
|        |                                                        |                                        |                                    |                     |
|        |                                                        |                                        |                                    |                     |
| 564    | Three-way Collision!                                   | Marc Guggenheim, Dan Slott et Bob Gale | Paulo Siqueira                     | Juillet 2008        |
|        |                                                        |                                        |                                    |                     |
|        |                                                        |                                        |                                    |                     |
| 565    | Kraven's First Hunt Part 1: To Squash a Spider!        | Marc Guggenheim                        | Phil Jimenez                       | Juillet 2008        |
|        |                                                        |                                        |                                    |                     |
|        |                                                        |                                        |                                    |                     |
| 566    | Kraven's First Hunt Part 2: Identity Crisis!           | Marc Guggenheim                        | Phil Jimenez                       | Juillet 2008        |
|        |                                                        |                                        |                                    |                     |
|        |                                                        |                                        |                                    |                     |
| 567    | Kraven's First Hunt Part 3: Legacy                     | Marc Guggenheim                        | Phil Jimenez                       | Août 2008           |
|        |                                                        |                                        |                                    |                     |
|        |                                                        |                                        |                                    |                     |
| 568    | New Ways to Die Part One: Back With Vengeance          | Dan Slott                              | John Romita Jr.                    | Août 2008           |
|        |                                                        |                                        |                                    |                     |
|        |                                                        |                                        |                                    |                     |
| 569    | New Ways to Die Part Two: The Osborn Supremacy         | Dan Slott                              | John Romita Jr.                    | Août 2008           |
|        |                                                        |                                        |                                    |                     |
|        |                                                        |                                        |                                    |                     |
| 570    | New Ways to Die Part Three: The Killer Cure            | Dan Slott                              | John Romita Jr.                    | Septembre 2008      |
|        |                                                        |                                        |                                    |                     |
|        |                                                        |                                        |                                    |                     |
| 571    | New Ways to Die Part Four: Opposites Attack            | Dan Slott                              | John Romita Jr.                    | Septembre 2008      |
|        |                                                        |                                        |                                    |                     |
|        |                                                        |                                        |                                    |                     |
| 572    | New Ways to Die Part Five: Easy Target                 | Dan Slott                              | John Romita Jr.                    | Septembre 2008      |
|        |                                                        |                                        |                                    |                     |
|        |                                                        |                                        |                                    |                     |
| 573    | New Ways to Die Part Six: Weapons of Self-Destruction  | Dan Slott                              | John Romita Jr.                    | Octobre 2008        |
|        |                                                        |                                        |                                    |                     |
|        |                                                        |                                        |                                    |                     |
| 574    | Flashback                                              | Marc Guggenheim                        | Chris Bachalo                      | Octobre 2008        |
|        |                                                        |                                        |                                    |                     |
|        |                                                        |                                        |                                    |                     |
| 575    | Family Ties Part 1                                     | Joe Kelly                              | Chris Bachalo                      | Octobre 2008        |
|        |                                                        |                                        |                                    |                     |
|        |                                                        |                                        |                                    |                     |
| 576    | Family Ties Part 2                                     | Joe Kelly                              | Chris Bachalo                      | Novembre 2008       |
|        |                                                        |                                        |                                    |                     |
|        |                                                        |                                        |                                    |                     |
| 577    | Old Huntin' Buddies; A Bookie Minute Mystery           |                                        | Paolo Rivera                       | Novembre 2008       |
|        |                                                        |                                        |                                    |                     |
|        |                                                        |                                        |                                    |                     |
| 578    | Unscheduled Stop Part 1                                | Mark Waid                              | Marcos Martín                      | Novembre 2008       |
|        |                                                        |                                        |                                    |                     |
|        |                                                        |                                        |                                    |                     |
| 579    | Unscheduled Stop Part 2                                | Mark Waid                              | Marcos Martín                      | Décembre 2008       |
|        |                                                        |                                        |                                    |                     |
|        |                                                        |                                        |                                    |                     |
| 580    | Fill in the Blanks                                     | Roger Stern                            | Lee Weeks                          | Décembre 2008       |
|        |                                                        |                                        |                                    |                     |
|        |                                                        |                                        |                                    |                     |
| 581    | Mind on Fire Part One: The Trouble with Harry          | Dan Slott                              | Mike McKone                        | Décembre 2008       |
|        |                                                        |                                        |                                    |                     |
|        |                                                        |                                        |                                    |                     |
| 582    | Mind on Fire Part Two: Burning Questions               | Dan Slott                              | Mike McKone                        | Janvier 2009        |
|        |                                                        |                                        |                                    |                     |
|        |                                                        |                                        |                                    |                     |
| 583    | Platonic                                               | Dan Slott                              | Mike McKone                        | Janvier 2009        |
|        |                                                        |                                        |                                    |                     |
|        |                                                        |                                        |                                    |                     |
| 584    | Character Assassination Part 1                         | Marc Guggenheim                        | John Romita Jr.                    | Janvier 2009        |
|        |                                                        |                                        |                                    |                     |
|        |                                                        |                                        |                                    |                     |
| 585    | Character Assassination Part 2                         | Marc Guggenheim                        | John Romita Jr.                    | Février 2009        |
|        |                                                        |                                        |                                    |                     |
|        |                                                        |                                        |                                    |                     |
| 586    | Character Assassination – Interlude                    | Marc Guggenheim                        | John Romita Jr.                    | Février 2009        |
|        |                                                        |                                        |                                    |                     |
|        |                                                        |                                        |                                    |                     |
| 587    | Character Assassination Part 3                         | Marc Guggenheim                        | John Romita Jr.                    | Février 2009        |
|        |                                                        |                                        |                                    |                     |
|        |                                                        |                                        |                                    |                     |
| 588    | Character Assassination – Conclusion                   | Marc Guggenheim                        | John Romita Jr.                    | Mars 2009           |
|        |                                                        |                                        |                                    |                     |
|        |                                                        |                                        |                                    |                     |
| 589    | Marked                                                 | Fred van Lente                         | Paulo Siqueira                     | Mars 2009           |
|        |                                                        |                                        |                                    |                     |
|        |                                                        |                                        |                                    |                     |
| 590    | Face Front Part One: Together for the First Time Again | Dan Slott                              | Barry Kitson                       | Avril 2009          |
|        |                                                        |                                        |                                    |                     |
|        |                                                        |                                        |                                    |                     |
| 591    | Face Front Part Two                                    | Dan Slott                              | Barry Kitson et Dale Eaglesham     | Avril 2009          |
|        |                                                        |                                        |                                    |                     |
|        |                                                        |                                        |                                    |                     |
| 592    | 24/7 Part One                                          | Mark Waid                              | Mike McKone                        | Avril 2009          |
|        |                                                        |                                        |                                    |                     |
|        |                                                        |                                        |                                    |                     |
| 593    | 24/7 Part Two                                          | Mark Waid                              | Mike McKone                        | Mai 2009            |
|        |                                                        |                                        |                                    |                     |
|        |                                                        |                                        |                                    |                     |
| 594    | 24/7 Finale                                            | Mark Waid                              | Mike McKone                        | Mai 2009            |
|        |                                                        |                                        |                                    |                     |
|        |                                                        |                                        |                                    |                     |
| 595    | American Son Part 1                                    | Joe Kelly                              | Phil Jimenez                       | Mai 2009            |
|        |                                                        |                                        |                                    |                     |
|        |                                                        |                                        |                                    |                     |
| 596    | American Son Part 2                                    | Joe Kelly                              | Paulo Siqueira                     | Juin 2009           |
|        |                                                        |                                        |                                    |                     |
|        |                                                        |                                        |                                    |                     |
| 597    | American Son Part 3                                    | Joe Kelly                              | Marco Checchetto                   | Juin 2009           |
|        |                                                        |                                        |                                    |                     |
|        |                                                        |                                        |                                    |                     |
| 598    | American Son Part 4                                    | Joe Kelly                              | Marco Checchetto et Paulo Siqueira | Juin 2009           |
|        |                                                        |                                        |                                    |                     |
|        |                                                        |                                        |                                    |                     |
| 599    | American Son: Conclusion                               | Joe Kelly                              | Marco Checchetto                   | Juillet 2009        |
|        |                                                        |                                        |                                    |                     |
|        |                                                        |                                        |                                    |                     |
| 600    | Last Legs                                              | Dan Slott                              | John Romita Jr.                    | Juillet 2009        |
|        |                                                        |                                        |                                    |                     |
|        |                                                        |                                        |                                    |                     |
| 601    | Red-Headed Stranger Part 1: No Place Like Home         | Mark Waid                              | Mario Alberti                      | Août 2009           |
|        |                                                        |                                        |                                    |                     |
|        |                                                        |                                        |                                    |                     |
| 602    | Red-Headed Stranger Part 2: Tenth of September         | Fred van Lente                         | Barry Kitson                       | Août 2009           |
|        |                                                        |                                        |                                    |                     |
|        |                                                        |                                        |                                    |                     |
| 603    | Red-Headed Stranger Part 3: Deconstructing Peter       | Fred van Lente                         | Barry Kitson                       | Août 2009           |
|        |                                                        |                                        |                                    |                     |
|        |                                                        |                                        |                                    |                     |
| 604    | Red-Headed Stranger Part 4: The Ancient Gallery        | Fred van Lente                         | Barry Kitson                       | Septembre 2009      |
|        |                                                        |                                        |                                    |                     |
|        |                                                        |                                        |                                    |                     |
| 605    | Red-Headed Stranger – Epilogue                         | Fred van Lente                         | Brian Reed et Yanick Paquette      | Septembre 2009      |
|        |                                                        |                                        |                                    |                     |
|        |                                                        |                                        |                                    |                     |
| 606    | Long Term Arrangement Part One                         | Joe Kelly                              | Mike McKone                        | Septembre 2009      |
|        |                                                        |                                        |                                    |                     |
|        |                                                        |                                        |                                    |                     |
| 607    | Long Term Arrangement Part Two                         | Joe Kelly                              | Mike McKone                        | Septembre 2009      |
|        |                                                        |                                        |                                    |                     |
|        |                                                        |                                        |                                    |                     |
| 608    | Who Was Ben Reilly? Part One                           | Marc Guggenheim                        | Marco Checchetto et Luke Ross      | Octobre 2009        |
|        |                                                        |                                        |                                    |                     |
|        |                                                        |                                        |                                    |                     |
| 609    | Who Was Ben Reilly? Part Two                           | Marc Guggenheim                        | Marco Checchetto et Luke Ross      | Octobre 2009        |
|        |                                                        |                                        |                                    |                     |
|        |                                                        |                                        |                                    |                     |
| 610    | Who Was Ben Reilly? Part Three                         | Marc Guggenheim                        | Marco Checchetto et Luke Ross      | Novembre 2009       |
|        |                                                        |                                        |                                    |                     |
|        |                                                        |                                        |                                    |                     |
| 611    | This Man, This Expletive Deleted                       | Joe Kelly                              | Eric Canete                        | Novembre 2009       |
|        |                                                        |                                        |                                    |                     |
|        |                                                        |                                        |                                    |                     |
| 612    | Power to the People Part 1                             | Mark Waid                              | Paul Azaceta                       | Novembre 2009       |
|        |                                                        |                                        |                                    |                     |
|        |                                                        |                                        |                                    |                     |
| 613    | Power to the People Part 2                             | Mark Waid                              | Paul Azaceta                       | Novembre 2009       |
|        |                                                        |                                        |                                    |                     |
|        |                                                        |                                        |                                    |                     |
| 614    | Power to the People Part 3                             | Mark Waid                              | Paul Azaceta                       | Décembre 2009       |
|        |                                                        |                                        |                                    |                     |
|        |                                                        |                                        |                                    |                     |
| 615    | Keemia's Castle Part 1                                 | Fred van Lente                         | Javier Pulido                      | Décembre 2009       |
|        |                                                        |                                        |                                    |                     |
|        |                                                        |                                        |                                    |                     |
| 616    | Keemia's Castle Part 2                                 | Fred van Lente                         | Javier Pulido                      | Décembre 2009       |
|        |                                                        |                                        |                                    |                     |
|        |                                                        |                                        |                                    |                     |
| 617    | Rage of the Rhino                                      | Joe Kelly                              | Max Fiumara                        | Janvier 2010        |
|        |                                                        |                                        |                                    |                     |
|        |                                                        |                                        |                                    |                     |
| 618    | Mysterioso Part 1: Un-Murder Incorporated              | Dan Slott                              | Marcos Martín                      | Janvier 2010        |
|        |                                                        |                                        |                                    |                     |
|        |                                                        |                                        |                                    |                     |
| 619    | Mysterioso Part 2: Re-Appearing Act                    | Dan Slott                              | Marcos Martín                      | Janvier 2010        |
|        |                                                        |                                        |                                    |                     |
|        |                                                        |                                        |                                    |                     |
| 620    | Mysterioso Part 3: Smoke & Mirrors                     | Dan Slott                              | Marcos Martín                      | Février 2010        |
|        |                                                        |                                        |                                    |                     |
|        |                                                        |                                        |                                    |                     |
| 621    | Out for Blood                                          | Dan Slott                              | Michael Lark                       | Février 2010        |
|        |                                                        |                                        |                                    |                     |
|        |                                                        |                                        |                                    |                     |
| 622    | It is the Life; Stages of Grief                        | Greg Weisman et Fred van Lente         | Luke Ross                          | Février 2010        |
|        |                                                        |                                        |                                    |                     |
|        |                                                        |                                        |                                    |                     |
| 623    | Scavenging Part One                                    | Mark Waid                              | Paul Azaceta                       | Mars 2010           |
|        |                                                        |                                        |                                    |                     |
|        |                                                        |                                        |                                    |                     |
| 624    | Scavenging Part Two                                    | Mark Waid                              | Paul Azaceta                       | Mars 2010           |
|        |                                                        |                                        |                                    |                     |
|        |                                                        |                                        |                                    |                     |
| 625    | Endangered Species                                     | Joe Kelly                              | Max Fiumara                        | Mars 2010           |
|        |                                                        |                                        |                                    |                     |
|        |                                                        |                                        |                                    |                     |
| 626    | The Sting                                              | Fred van Lente                         | Michael Gaydos                     | Mars 2010           |
|        |                                                        |                                        |                                    |                     |
|        |                                                        |                                        |                                    |                     |
| 627    | Something Can Stop the Juggernaut                      | Roger Stern                            | Lee Weeks                          | Mars 2010           |
|        |                                                        |                                        |                                    |                     |
|        |                                                        |                                        |                                    |                     |
| 628    | Vengeance Is Mine                                      | Roger Stern                            | Lee Weeks                          | Avril 2010          |
|        |                                                        |                                        |                                    |                     |
|        |                                                        |                                        |                                    |                     |
| 629    | With Greater Power                                     | Roger Stern                            | Lee Weeks                          | Avril 2010          |
|        |                                                        |                                        |                                    |                     |
|        |                                                        |                                        |                                    |                     |
| 630    | SHED Part One                                          | Zeb Wells                              | Chris Bachalo                      | Mai 2010            |
|        |                                                        |                                        |                                    |                     |
|        |                                                        |                                        |                                    |                     |
| 631    | SHED Part Two                                          | Zeb Wells                              | Chris Bachalo                      | Mai 2010            |
|        |                                                        |                                        |                                    |                     |
|        |                                                        |                                        |                                    |                     |
| 632    | SHED Part Three                                        | Zeb Wells                              | Chris Bachalo                      | Mai 2010            |
|        |                                                        |                                        |                                    |                     |
|        |                                                        |                                        |                                    |                     |
| 633    | SHED Part Four                                         | Zeb Wells                              | Chris Bachalo                      | Mai 2010            |
|        |                                                        |                                        |                                    |                     |
|        |                                                        |                                        |                                    |                     |
| 634    | The Grim Hunt: Chapter One                             | Joe Kelly, Stan Lee, J. M. DeMatteis   | Marcos Martín et Max Fiumara       | Juin 2010           |
|        |                                                        |                                        |                                    |                     |
|        |                                                        |                                        |                                    |                     |
| 635    | The Grim Hunt: Chapter Two                             | Joe Kelly, Stan Lee, J. M. DeMatteis   | Marcos Martín et Max Fiumara       | Juin 2010           |
|        |                                                        |                                        |                                    |                     |
|        |                                                        |                                        |                                    |                     |
| 636    | The Grim Hunt: Chapter Three                           | Joe Kelly, Stan Lee, J. M. DeMatteis   | Marcos Martín et Max Fiumara       | Juillet 2010        |
|        |                                                        |                                        |                                    |                     |
|        |                                                        |                                        |                                    |                     |
| 637    | The Grim Hunt: Conclusion                              | Joe Kelly, Stan Lee, J. M. DeMatteis   | Marcos Martín et Max Fiumara       | Juillet 2010        |
|        |                                                        |                                        |                                    |                     |
|        |                                                        |                                        |                                    |                     |
| 638    | One Moment In Time: Something Old                      | Joe Quesada                            | Paolo Rivera                       | Juillet 2010        |
|        |                                                        |                                        |                                    |                     |
|        |                                                        |                                        |                                    |                     |
| 639    | One Moment In Time: Something New                      | Joe Quesada                            | Paolo Rivera                       | Août 2010           |
|        |                                                        |                                        |                                    |                     |
|        |                                                        |                                        |                                    |                     |
| 640    | One Moment In Time: Something Borrowed                 | Joe Quesada                            | Paolo Rivera                       | Août 2010           |
|        |                                                        |                                        |                                    |                     |
|        |                                                        |                                        |                                    |                     |
| 641    | One Moment In Time: Something Blue                     | Joe Quesada                            | Paolo Rivera                       | Août 2010           |
|        |                                                        |                                        |                                    |                     |
|        |                                                        |                                        |                                    |                     |
| 642    | Origin of the Species Part One                         | Mark Waid                              | Paul Azaceta                       | Septembre 2010      |
|        |                                                        |                                        |                                    |                     |
|        |                                                        |                                        |                                    |                     |
| 643    | Origin of the Species Part Two                         | Mark Waid                              | Paul Azaceta                       | Septembre 2010      |
|        |                                                        |                                        |                                    |                     |
|        |                                                        |                                        |                                    |                     |
| 644    | Origin of the Species Part Three                       | Mark Waid                              | Paul Azaceta                       | Septembre 2010      |
|        |                                                        |                                        |                                    |                     |
|        |                                                        |                                        |                                    |                     |
| 645    | Origin of the Species Part Four                        | Mark Waid                              | Paul Azaceta                       | Octobre 2010        |
|        |                                                        |                                        |                                    |                     |
|        |                                                        |                                        |                                    |                     |
| 646    | Origin of the Species Part Five                        | Mark Waid                              | Paul Azaceta                       | Octobre 2010        |
|        |                                                        |                                        |                                    |                     |
|        |                                                        |                                        |                                    |                     |
| 647    | Brand New Day: Epilogue                                |                                        |                                    | Novembre 2010       |
|        |                                                        |                                        |                                    |                     |
|        |                                                        |                                        |                                    |                     |

### Big Time (#648 - #700)
| Numéro | Titre                                                                                 | Scénariste                    | Dessinateur                               | Date de publication |
| ------ | ------------------------------------------------------------------------------------- | ----------------------------- | ----------------------------------------- | ------------------- |
|        |                                                                                       |                               |                                           |                     |
| 648    | Big Time Part 1                                                                       | Dan Slott                     | Paul Tobin, Humberto Ramos, Clayton Henry | Novembre 2010       |
|        |                                                                                       |                               |                                           |                     |
|        |                                                                                       |                               |                                           |                     |
| 649    | Big Time Part 2: Kill to be You                                                       | Dan Slott                     | Humberto Ramos                            | Novembre 2010       |
|        |                                                                                       |                               |                                           |                     |
|        |                                                                                       |                               |                                           |                     |
| 650    | Big Time Part 3: The Final Lesson                                                     | Dan Slott                     | Humberto Ramos                            | Décembre 2010       |
|        |                                                                                       |                               |                                           |                     |
|        |                                                                                       |                               |                                           |                     |
| 651    | Big Time Part 4: The Sting that Never Goes Away                                       | Dan Slott                     | Humberto Ramos                            | Décembre 2010       |
|        |                                                                                       |                               |                                           |                     |
|        |                                                                                       |                               |                                           |                     |
| 652    | Revenge of the Spider-Slayer Part One: Army of Insects                                | Dan Slott                     | Stefano Caselli                           | Janvier 2011        |
|        |                                                                                       |                               |                                           |                     |
|        |                                                                                       |                               |                                           |                     |
| 653    | Revenge of the Spider-Slayer Part Two: All You Love Will Die                          | Dan Slott                     | Stefano Caselli                           | Février 2011        |
|        |                                                                                       |                               |                                           |                     |
|        |                                                                                       |                               |                                           |                     |
| 654    | Revenge of the Spider-Slayer Part Three: Self-Inflicted Wounds                        | Dan Slott                     | Stefano Caselli                           | Février 2011        |
|        |                                                                                       |                               |                                           |                     |
|        |                                                                                       |                               |                                           |                     |
| 655    | No One Dies Part One: Awakening                                                       | Dan Slott                     | Marcos Martín                             | Février 2011        |
|        |                                                                                       |                               |                                           |                     |
|        |                                                                                       |                               |                                           |                     |
| 656    | No One Dies Part Two: Resolve                                                         | Dan Slott                     | Marcos Martín                             | Mars 2011           |
|        |                                                                                       |                               |                                           |                     |
|        |                                                                                       |                               |                                           |                     |
| 657    | Torch Song                                                                            | Dan Slott                     | Ty Templeton                              | Mars 2011           |
|        |                                                                                       |                               |                                           |                     |
|        |                                                                                       |                               |                                           |                     |
| 658    | Peter Parker: The Fantastic Spider-Man; Can't Get the Service Part One                | Dan Slott                     | Javier Pulido                             | Avril 2011          |
|        |                                                                                       |                               |                                           |                     |
|        |                                                                                       |                               |                                           |                     |
| 659    | Fantastic Voyage Part One; Can't Get the Service Part Two                             | Dan Slott                     | Stefano Caselli                           | Avril 2011          |
|        |                                                                                       |                               |                                           |                     |
|        |                                                                                       |                               |                                           |                     |
| 660    | Fantastic Voyage Part Two; Can't Get the Service Part Three                           | Dan Slott                     | Stefano Caselli                           | Avril 2011          |
|        |                                                                                       |                               |                                           |                     |
|        |                                                                                       |                               |                                           |                     |
| 661    | The Substitute Part One; Just Another Day                                             | Christos Gage                 | Reilly Brown                              | Mai 2011            |
|        |                                                                                       |                               |                                           |                     |
|        |                                                                                       |                               |                                           |                     |
| 662    | The Substitute Part Two; Magnetic Man in The Choice                                   | Christos Gage                 | Reilly Brown                              | Mai 2011            |
|        |                                                                                       |                               |                                           |                     |
|        |                                                                                       |                               |                                           |                     |
| 663    | The Return of Anti-Venom Part One: The Ghost of Jean DeWolffe; Thanks...but No Thanks | Dan Slott                     | Giuseppe Camuncoli                        | Juin 2011           |
|        |                                                                                       |                               |                                           |                     |
|        |                                                                                       |                               |                                           |                     |
| 664    | The Return of Anti-Venom Part Two: Revelation Day                                     | Dan Slott                     | Giuseppe Camuncoli                        | Juin 2011           |
|        |                                                                                       |                               |                                           |                     |
|        |                                                                                       |                               |                                           |                     |
| 665    | Crossroads                                                                            | Dan Slott                     | Ryan Stegman                              | Juillet 2011        |
|        |                                                                                       |                               |                                           |                     |
|        |                                                                                       |                               |                                           |                     |
| 666    | The One and Only                                                                      | Dan Slott                     | Stefano Caselli                           | Juillet 2011        |
|        |                                                                                       |                               |                                           |                     |
|        |                                                                                       |                               |                                           |                     |
| 667    | Spider-Island Part One: The Amazing Spider-Manhattan                                  | Dan Slott                     | Humberto Ramos                            | Août 2011           |
|        |                                                                                       |                               |                                           |                     |
|        |                                                                                       |                               |                                           |                     |
| 668    | Spider-Island Part Two: Peter Parker – The Unspectacular Spider-Man                   | Dan Slott                     | Humberto Ramos                            | Août 2011           |
|        |                                                                                       |                               |                                           |                     |
|        |                                                                                       |                               |                                           |                     |
| 669    | Spider-Island Part Three: Arachnotopia                                                | Dan Slott                     | Humberto Ramos                            | Septembre 2011      |
|        |                                                                                       |                               |                                           |                     |
|        |                                                                                       |                               |                                           |                     |
| 670    | Spider-Island Part Four: Spiders, Spiders Everywhere                                  | Dan Slott                     | Humberto Ramos                            | Septembre 2011      |
|        |                                                                                       |                               |                                           |                     |
|        |                                                                                       |                               |                                           |                     |
| 671    | Spider-Island Part Five: A New Hope                                                   | Dan Slott                     | Humberto Ramos                            | Octobre 2011        |
|        |                                                                                       |                               |                                           |                     |
|        |                                                                                       |                               |                                           |                     |
| 672    | Spider-Island Part Six: Boss Battle                                                   | Dan Slott                     | Humberto Ramos                            | Octobre 2011        |
|        |                                                                                       |                               |                                           |                     |
|        |                                                                                       |                               |                                           |                     |
| 673    | The Naked City                                                                        | Dan Slott                     | Stefano Caselli                           | Novembre 2011       |
|        |                                                                                       |                               |                                           |                     |
|        |                                                                                       |                               |                                           |                     |
| 674    | Great Heights Part One: Trust Issues                                                  | Dan Slott                     | Giuseppe Camuncoli                        | Novembre 2011       |
|        |                                                                                       |                               |                                           |                     |
|        |                                                                                       |                               |                                           |                     |
| 675    | Great Heights Part Two: Partners In Crime                                             | Dan Slott                     | Giuseppe Camuncoli                        | Décembre 2011       |
|        |                                                                                       |                               |                                           |                     |
|        |                                                                                       |                               |                                           |                     |
| 676    | Tomorrow the World!                                                                   | Dan Slott                     | Humberto Ramos                            | Décembre 2011       |
|        |                                                                                       |                               |                                           |                     |
|        |                                                                                       |                               |                                           |                     |
| 677    | The Devil and Details Part One                                                        | Mark Waid                     | Emma Ríos                                 | Janvier 2012        |
|        |                                                                                       |                               |                                           |                     |
|        |                                                                                       |                               |                                           |                     |
| 678    | I Killed Tomorrow Part One: Schrödinger's Catastrophe                                 | Dan Slott                     | Humberto Ramos                            | Janvier 2012        |
|        |                                                                                       |                               |                                           |                     |
|        |                                                                                       |                               |                                           |                     |
| 679    | I Killed Tomorrow Part Two: A Date with Predestiny                                    | Dan Slott                     | Humberto Ramos                            | Février 2012        |
|        |                                                                                       |                               |                                           |                     |
|        |                                                                                       |                               |                                           |                     |
| 680    | Road Trip...in Space!                                                                 | Dan Slott et Christopher Yost | Giuseppe Camuncoli                        | Février 2012        |
|        |                                                                                       |                               |                                           |                     |
|        |                                                                                       |                               |                                           |                     |
| 681    | Horizon, We Have a Problem                                                            | Dan Slott et Christopher Yost | Giuseppe Camuncoli                        | Mars 2012           |
|        |                                                                                       |                               |                                           |                     |
|        |                                                                                       |                               |                                           |                     |
| 682    | Ends of the Earth Part One: My World on Fire                                          | Dan Slott                     | Stefano Caselli                           | Mars 2012           |
|        |                                                                                       |                               |                                           |                     |
|        |                                                                                       |                               |                                           |                     |
| 683    | Ends of the Earth Part Two: Earth's Mightiest                                         | Dan Slott                     | Stefano Caselli                           | Avril 2012          |
|        |                                                                                       |                               |                                           |                     |
|        |                                                                                       |                               |                                           |                     |
| 684    | Ends of the Earth Part Three: Sand Trap                                               | Dan Slott                     | Humberto Ramos                            | Avril 2012          |
|        |                                                                                       |                               |                                           |                     |
|        |                                                                                       |                               |                                           |                     |
| 685    | Ends of the Earth Part Four: Global Menace                                            | Dan Slott                     | Humberto Ramos                            | Mai 2012            |
|        |                                                                                       |                               |                                           |                     |
|        |                                                                                       |                               |                                           |                     |
| 686    | Ends of the Earth Part Five: From the Ashes of Defeat                                 | Dan Slott                     | Stefano Caselli                           | Mai 2012            |
|        |                                                                                       |                               |                                           |                     |
|        |                                                                                       |                               |                                           |                     |
| 687    | Ends of the Earth Part Six: Everyone Dies                                             | Dan Slott                     | Stefano Caselli                           | Juin 2012           |
|        |                                                                                       |                               |                                           |                     |
|        |                                                                                       |                               |                                           |                     |
| 688    | No Turning Back Part One: The Win Column                                              | Dan Slott                     | Giuseppe Camuncoli                        | Juin 2012           |
|        |                                                                                       |                               |                                           |                     |
|        |                                                                                       |                               |                                           |                     |
| 689    | No Turning Back Part Two: Cold Blooded                                                | Dan Slott                     | Giuseppe Camuncoli                        | Juillet 2012        |
|        |                                                                                       |                               |                                           |                     |
|        |                                                                                       |                               |                                           |                     |
| 690    | No Turning Back Part Three: Natural State                                             | Dan Slott                     | Giuseppe Camuncoli                        | Juillet 2012        |
|        |                                                                                       |                               |                                           |                     |
|        |                                                                                       |                               |                                           |                     |
| 691    | No Turning Back Part Four: Human Error                                                | Dan Slott                     | Giuseppe Camuncoli                        | Août 2012           |
|        |                                                                                       |                               |                                           |                     |
|        |                                                                                       |                               |                                           |                     |
| 692    | Alpha Part One: Point of Origin                                                       | Dan Slott                     |                                           | Août 2012           |
|        |                                                                                       |                               |                                           |                     |
|        |                                                                                       |                               |                                           |                     |
| 693    | Alpha Part Two: That Something Special                                                | Dan Slott                     | Humberto Ramos                            | Septembre 2012      |
|        |                                                                                       |                               |                                           |                     |
|        |                                                                                       |                               |                                           |                     |
| 694    | Alpha Part Three: The Final Grade                                                     | Dan Slott                     | Humberto Ramos                            | Septembre 2012      |
|        |                                                                                       |                               |                                           |                     |
|        |                                                                                       |                               |                                           |                     |
| 695    | Danger Zone Part One: Warning Signs                                                   | Dan Slott et Christos Gage    | Giuseppe Camuncoli                        | Octobre 2012        |
|        |                                                                                       |                               |                                           |                     |
|        |                                                                                       |                               |                                           |                     |
| 696    | Danger Zone Part Two: Key to the Kingdom                                              | Dan Slott et Christos Gage    | Giuseppe Camuncoli                        | Octobre 2012        |
|        |                                                                                       |                               |                                           |                     |
|        |                                                                                       |                               |                                           |                     |
| 697    | Danger Zone Part Three: War of the Goblins                                            | Dan Slott et Christos Gage    | Giuseppe Camuncoli                        | Novembre 2012       |
|        |                                                                                       |                               |                                           |                     |
|        |                                                                                       |                               |                                           |                     |
| 698    | Dying Wish Prelude: Day in the Life                                                   | Dan Slott                     | Richard Elson                             | Novembre 2012       |
|        |                                                                                       |                               |                                           |                     |
|        |                                                                                       |                               |                                           |                     |
| 699    | Dying Wish: Outside the Box                                                           | Dan Slott                     | Humberto Ramos                            | Décembre 2012       |
|        |                                                                                       |                               |                                           |                     |
|        |                                                                                       |                               |                                           |                     |
| 700    | Dying Wish: Suicide Run                                                               | Dan Slott                     | Humberto Ramos                            | Décembre 2012       |
|        |                                                                                       |                               |                                           |                     |
|        |                                                                                       |                               |                                           |                     |

### Superior Spider-Man (#701 - #733)

#### Saga principale
| Numéro       | Titre                                                 | Scénariste                 | Dessinateur                     | Date de publication |
| ------------ | ----------------------------------------------------- | -------------------------- | ------------------------------- | ------------------- |
|              |                                                       |                            |                                 |                     |
| 1 (701)      | (Hero or Menace?)                                     | Dan Slott                  | Ryan Stegman                    | Mars 2013           |
| 2 (702)      | (The Peter Principle)                                 | Dan Slott                  | Ryan Stegman                    | Mars 2013           |
| 3 (703)      | (Everything You Know is Wrong)                        | Dan Slott                  | Ryan Stegman                    | Avril 2013          |
| 4 (704)      | (The Aggressive Approach)                             | Dan Slott                  | Giuseppe Camuncoli              | Avril 2013          |
| 5 (705)      | (Emotional Triggers)                                  | Dan Slott                  | Giuseppe Camuncoli              | Mai 2013            |
| 6 (706)      | (Joking Hazard)                                       | Dan Slott                  | Humberto Ramos                  | Mai 2013            |
| 6 alternatif | (Doomsday Scenario)                                   | Christos Gage              | Dexter Soy                      | Mai 2013            |
| 7 (707)      | (Troubled Mind Part 1: Right-Hand Man)                | Dan Slott                  | Humberto Ramos                  | Juin 2013           |
| 8 (708)      | (Troubled Mind Part 2: Proof Positive)                | Dan Slott                  | Humberto Ramos                  | Juin 2013           |
| 9 (709)      | (Troubled Mind Part 3: Gray Matters)                  | Dan Slott                  | Ryan Stegman                    | Juillet 2013        |
|              |                                                       |                            |                                 |                     |
| 10 (710)     | (Independence Day)                                    | Dan Slott                  | Ryan Stegman et Marcos Martín   | Juillet 2013        |
| 11 (711)     | (No Escape Part 1: A Lock For Every Key)              | Dan Slott et Christos Gage | Giuseppe Camuncoli              | Août 2013           |
| 12 (712)     | (No Escape Part 2: Lockdown)                          | Dan Slott et Christos Gage | Giuseppe Camuncoli              | Août 2013           |
| 13 (713)     | (No Escape Part 3: The Slayers & the Slain)           | Dan Slott et Christos Gage | Giuseppe Camuncoli              | Septembre 2013      |
| 14 (714)     | (A Blind Eye)                                         | Dan Slott                  | Humberto Ramos                  | Septembre 2013      |
| 15 (715)     | (Run, Goblin, Run! Part 1: The Tinkerer's Apprentice) | Dan Slott                  | Humberto Ramos                  | Octobre 2013        |
| 16 (715)     | (Run, Goblin, Run! Part 2: Kill Phil)                 | Dan Slott                  | Humberto Ramos                  | Octobre 2013        |
| 17 (717)     | (Let's Do the Time Warp Again)                        | Dan Slott                  | Ryan Stegman                    | Novembre 2013       |
| 18 (718)     | (Smack to the Future)                                 | Dan Slott                  | Ryan Stegman                    | Novembre 2013       |
| 19 (719)     | (1.21 Giga-Whats?!)                                   | Dan Slott                  | Ryan Stegman                    | Décembre 2013       |
|              |                                                       |                            |                                 |                     |
| 20 (720)     | (Spidey Still Standing)                               | Dan Slott                  | Giuseppe Camuncoli et John Dell | Décembre 2013       |
| 21 (721)     | (Lethal Ladies)                                       | Dan Slott                  | Giuseppe Camuncoli et John Dell | Janvier 2014        |
| 22 (722)     | (Darkest Hours Part 1: Face to Face)                  | Dan Slott                  | Humberto Ramos                  | Janvier 2014        |
| 23 (723)     | (Darkest Hours Part 2: Complications)                 | Dan Slott                  | Humberto Ramos                  | Mars 2014           |
| 24 (724)     | (Darkest Hours Part 3: Dark Embrace)                  | Dan Slott                  | Humberto Ramos                  | Mars 2014           |
| 25 (725)     | (Darkest Hours Part 4: Before the Dawn)               | Dan Slott                  | Humberto Ramos                  | Mars 2014           |
| 26 (726)     | (The Goblin War)                                      | Dan Slott                  | Humberto Ramos                  | Mars 2014           |
| 27 (727)     | (Goblin Nation: Part One)                             | Dan Slott                  | Giuseppe Camuncoli              | Avril 2014          |
| 28 (728)     | (Goblin Nation: Part Two)                             | Dan Slott                  | Giuseppe Camuncoli              | Avril 2014          |
| 29 (729)     | (Goblin Nation: Part Three)                           | Dan Slott et Christos Gage | Giuseppe Camuncoli              | Mai 2014            |
|              |                                                       |                            |                                 |                     |
| 30 (730)     | (Goblin Nation: Part Four)                            | Dan Slott et Christos Gage | Giuseppe Camuncoli              | Mai 2014            |
| 31 (731)     | (Goblin Nation: Conclusion)                           | Dan Slott et Christos Gage | Giuseppe Camuncoli              | Juin 2014           |
| 31 (731)     | (Actions Have Consequences)                           | Christos Gage              | Will Sliney                     | Juin 2014           |

#### Edge of Spider-Verse (#732 - #733)
L'évènement Spider-Verse trouve sa prélude dans les deux numéros intitulés Edge of Spider-Verse, qui se déroulent à l'époque de Superior Spider-Man #19.
|          |                                  |                            |                    |               |
| 32 (732) | (Edge of Spider-Verse Part One)  | Dan Slott et Christos Gage | Giuseppe Camuncoli | Octobre 2014  |
| 32 (732) | (Spider Sanction)                | Christos Gage              | Adam Kubert        | Octobre 2014  |
| 33 (733) | (Edge of Spider-Verse Part Four) | Dan Slott et Christos Gage | Giuseppe Camuncoli | Novembre 2014 |

### Lucky to be Alive (#734 - #753)
| Numéro   | Titre                                                     | Scénariste                 | Dessinateur                          | Date de publication |
| -------- | --------------------------------------------------------- | -------------------------- | ------------------------------------ | ------------------- |
|          |                                                           |                            |                                      |                     |
| 1 (734)  | (Lucky to be Alive: Part One)                             | Dan Slott                  | Humberto Ramos                       | Juin 2014           |
| 1 (734)  | (Recapturing that Old Spark)                              | Dan Slott et Christos Gage | Javier Rodríguez                     | Juin 2014           |
| 1 (734)  | (Crossed Paths)                                           | Dan Slott et Christos Gage | Giuseppe Camuncoli                   | Juin 2014           |
| 1 (734)  | (Homecoming, Sort Of)                                     | Peter David                | Will Sliney                          | Juin 2014           |
| 1 (734)  | (Kaine)                                                   | Chris Yost                 | David Baldeon                        | Juin 2014           |
| 1 (734)  | (Amazing Reality)                                         | Dan Slott                  | Ramón K. Pérez                       | Juin 2014           |
| 1.1      | (Learning to Crawl Part One: The Show Must Go On!)        | Dan Slott                  | Ramón K. Pérez                       | Juillet 2014        |
| 1.2      | (Learning to Crawl Part Two)                              | Dan Slott                  | Ramón K. Pérez                       | Août 2014           |
| 1.3      | (Learning to Crawl Part Three)                            | Dan Slott                  | Ramón K. Pérez                       | Septembre 2014      |
| 1.4      | (Learning to Crawl Part Four)                             | Dan Slott                  | Ramón K. Pérez                       | Octobre 2014        |
| 1.5      | (Learning to Crawl Part Five)                             | Dan Slott                  | Ramón K. Pérez                       | Novembre 2014       |
| 2 (735)  | (Lucky to be Alive: Part Two)                             | Dan Slott                  | Ramón K. Pérez                       | Juillet 2014        |
| 3 (736)  | (Lucky to be Alive: Part Three)                           | Dan Slott                  | Humberto Ramos                       | Août 2014           |
| 4 (737)  | (Lucky to be Alive: Part Four)                            | Dan Slott                  | Humberto Ramos                       | Septembre 2014      |
| 5 (738)  | (Lucky to be Alive: Part Five)                            | Dan Slott                  | Humberto Ramos                       | Octobre 2014        |
| 6 (739)  | (Lucky to be Alive Conclusion)                            | Dan Slott                  | Humberto Ramos                       | Novembre 2014       |
| 7 (740)  | (Ms. Marvel Team-Up)                                      | Dan Slott                  | Giuseppe Camuncoli                   | Décembre 2014       |
| 7 (740)  | (Edge of Spider-Verse: Web of Fear)                       | Dan Slott                  | Giuseppe Camuncoli                   | Décembre 2014       |
| 8 (741)  | (Aventures in Baby Sitting)                               | Dan Slott et Christos Gage | Giuseppe Camuncoli                   | Décembre 2014       |
| 8 (741)  | (Edge of Spider-Verse: My Brother's Keeper)               | Dan Slott                  | Humberto Ramos                       | Décembre 2014       |
| 9 (742)  | (Spider-Verse Part One: The Gathering)                    | Dan Slott                  | Olivier Coipel                       | Janvier 2015        |
|          |                                                           |                            |                                      |                     |
| 10 (743) | (Spider-Verse Part Two: Superior Force)                   | Dan Slott                  | Olivier Coipel                       | Janvier 2015        |
| 11 (744) | (Spider-Verse Part Three: Higher Ground)                  | Dan Slott                  | Olivier Coipel                       | Février 2015        |
| 12 (745) | (Spider-Verse Part Four: Anywhere but Here)               | Dan Slott                  | Giuseppe Camuncoli                   | Mars 2015           |
| 13 (746) | (Spider-Verse Part Five: Spider-Men No More)              | Dan Slott                  | Giuseppe Camuncoli                   | Mars 2015           |
| 14 (747) | (Spider-Verse Part Six: Web Warriors)                     | Dan Slott                  | Giuseppe Camuncoli et Olivier Coipel | Avril 2015          |
| 15 (748) | (Spider-Verse: Epilogue)                                  | Dan Slott                  | Giuseppe Camuncoli                   | Avril 2015          |
| 16 (749) | (The Graveyard Shift Part One: The Late, Late Mr. Parker) | Dan Slott                  | Humberto Ramos                       | Mai 2015            |
| 16 (749) | (Repossession: Stolen Memories, Part 1/3)                 |                            |                                      | Mai 2015            |
| 16.1     | (Spiral Part One)                                         | Gerry Conway               | Carlo Barbieri                       | Mai 2015            |
| 17 (750) | (The Graveyard Shift Part Two: Trust Issues)              | Dan Slott et Christos Gage | Humberto Ramos                       | Juin 2015           |
| 17.1     | (Spiral Part Two)                                         | Gerry Conway               | Carlo Barbieri                       | Juin 2015           |
| 18 (751) | (The Graveyard Shift Part Two: Trade Secrets)             | Dan Slott et Christos Gage | Humberto Ramos                       | Juillet 2015        |
| 18 (751) | (Repossession: Nothing Left to Lose, Part 3/3)            |                            |                                      | Juillet 2015        |
| 18.1     | (Spiral Part Three)                                       | Gerry Conway               | Carlo Barbieri                       | Août 2015           |
| 19.1     | (Spiral Part Four)                                        | Gerry Conway               | Carlo Barbieri                       | Septembre 2015      |
|          |                                                           |                            |                                      |                     |
| 20.1     | (Spiral Conclusion)                                       | Gerry Conway               | Carlo Barbieri                       | Octobre 2015        |

### Renouvelez vos vœux (#752 - #756)
| Numéro | Titre                              | Scénariste | Dessinateur                | Date de publication |
| --- | ---------------------------------- | ---------- | -------------------------- | ------------------- |
| |                                    |            |                            |                     |
| 1 (752) | (Why Can't We Have Nice Things)    | Dan Slott  | Adam Kubert                | Août 2015           |
| Le monde de Spider-Man (univers 616) a été détruit depuis le début des Deuxièmes Guerres Secrètes. Le docteur Doom a réussi à rassembler plusieurs univers du multiverse sur une seule planète, appelée Battleworld. Dans un de ces univers, Mary Jane et Peter sont mariés, et ils ont eu une fille, Annie. La plupart des X-Men ont été tués. Alors qu'il est à une réunion au siège des Vengeurs, Venom débarque dans l'appartement de la famille Parker. Pour sauver sa famille, Spidey décide de ne pas aller aider les Vengeurs à se battre contre Regent. Il bat Venom, mais Regen prend le contrôle de la planète. |                                    |            |                            |                     |
| ( |                                    |            |                            |                     |
| 2 (753) | (Because We Said So, That's Why)   | Dan Slott  | Adam Kubert                | Septembre 2015      |
| Depuis sa prise de pouvoir, Regent traque toutes les personnes qui disposent de super pouvoirs pour les tuer. Or, le jour de la rentrée des classes, à la récréation, des enfants de l'école d'Annie révèlent leurs pouvoirs. Le Rhino arrive pour les tuer. Peter doit utiliser ses pouvoirs pour sauver sa fille. De retour chez eux, Mary Jane donne à Peter son costume noir : il peut reprendre du service. |                                    |            |                            |                     |
| |                                    |            |                            |                     |
| 3 (754) | (Calling a Family Meeting)         | Dan Slott  | Adam Kubert                | Octobre 2015        |
| Spidey se rend chez le Bricoleur pour obtenir des pièces détachées interdites par le régime, mais celui-ci appelle le docteur Octopus. Peter le tue, car sa famille est trop importante pour lui. MJ fait s'endormir Annie, qui, inquiète par la situation, lui demande si son père a déjà perdu ; Mary Jane repense à la mort de George et de Gwen Stacy, mais répond que non pour rassurer sa fille. Le lendemain, des militaires enlèvent MJ et Annie. |                                    |            |                            |                     |
| |                                    |            |                            |                     |
| 4 (755) | (Daddy Has to Go Away For a While) | Dan Slott  | Adam Kubert et Scott Hanna | Octobre 2015        |
| Spidey est capturé par Regent, qui lui explique qu'il absorbe le pouvoir de tous ceux qu'il tue. Par télépathie, il apprend l'identité secrète de l'Araignée. L'Homme-Sable, qui travaille pour le SHIELD dans cette réalité, essaie de se battre contre Regent mais échoue. Spidey et lui sont mis dans une sorte de conteneur translucide. |                                    |            |                            |                     |
| |                                    |            |                            |                     |
| 5 (756) | (I'll Always Be There for You)     | Dan Slott  | Adam Kubert et Scott Hanna | Novembre 2015       |
| Annie et Mary Jane s'équipent pour se battre contre Regent. En entendant les cris de sa fille, Peter explose le conteneur dans lequel il était en train de mourir. Avec l'aide d'Annie, il le bat et rétablit la paix sur la planète. |                                    |            |                            |                     |
| |                                    |            |                            |                     |

### Nouveau et différent (#757 - #801)

#### Scorpio et Mr. Negative
|          |                                                       |                            |                                    |                |
| 1 (757)  | (Worldwide)                                           | Dan Slott                  | Giuseppe Camuncoli                 | Décembre 2015  |
| 1 (757)  | (The Last Time)                                       | Peter David                | Will Sliney                        | Décembre 2015  |
| 1 (757)  | (Breaking Bad)                                        | Robbie Thompson            | Stacy Lee                          | Décembre 2015  |
| 1 (757)  | (What to Expect)                                      | Dennis Hopeless            | Javier Rodriguez                   | Décembre 2015  |
| 1 (757)  | (Church and (Quantum) State)                          | Mike Costa                 | David Baldeon                      | Décembre 2015  |
| 1 (757)  | (The Cellar)                                          | Dan Slott et Christos Gage | Paco Diaz                          | Décembre 2015  |
| 1.1      | (Amazing Grace Part One: A Wretch Like Me)            | Jose Molina                | Simone Bianchi                     | Décembre 2015  |
| 1.2      | (Amazing Grace Part Two: My Heart to Fear)            | Jose Molina                | Simone Bianchi                     | Décembre 2015  |
| 1.3      | (Amazing Grace Part Three: Dangers, Toils and Snare)  | Jose Molina                | Simone Bianchi                     | Décembre 2015  |
| 1.4      | (Amazing Grace Part Four: Within the Veil)            | Jose Molina                | Simone Bianchi et Andrea Broccardo | Décembre 2015  |
| 1.5      | (Amazing Grace Part Five: Flesh and Heart Shall Fail) | Jose Molina                | Simone Bianchi et Andrea Broccardo | Décembre 2015  |
| 1.6      | (Amazing Grace Part Six: Lead me Home)                | Jose Molina                | Simone Bianchi et Andrea Broccardo | Décembre 2015  |
| 2 (758)  | (Water Proof)                                         | Dan Slott                  | Giuseppe Camuncoli                 | Décembre 2015  |
| 3 (759)  | (Friendly Fire)                                       | Dan Slott                  | Giuseppe Camuncoli                 | Janvier 2016   |
| 4 (760)  | (High Priority)                                       | Dan Slott                  | Giuseppe Camuncoli                 | Février 2016   |
| 5 (761)  | (Set in Stone)                                        | Dan Slott et Christos Gage | Giuseppe Camuncoli                 | Février 2016   |
| 6 (762)  | (The Dark Kingdom Part One: Turnabout)                | Dan Slott                  | Matteo Buffagni                    | Mars 2016      |
| 7 (763)  | (The Dark Kingdom Part Two: Opposing Forces)          | Dan Slott                  | Matteo Buffagni                    | Avril 2016     |
| 8 (764)  | (The Dark Kingdom Part Three: Black and White)        | Dan Slott                  | Matteo Buffagni                    | Avril 2016     |
| 9 (765)  | (Scorpio Rising Part One: One Way Trip)               | Dan Slott                  | Giuseppe Camuncoli                 | Mai 2016       |
|          |                                                       |                            |                                    |                |
| 10 (766) | (Scorpio Rising Part Two: Power Play                  | Dan Slott                  | Giuseppe Camuncoli                 | Juin 2016      |
| 11 (767) | (Scorpio Rising Part Three: Signs From Above)         | Dan Slott                  | Giuseppe Camuncoli                 | Juin 2016      |
| 12 (768) | (Power Play Part 1: The Stark Contrast)               | Dan Slott                  | Giuseppe Camuncoli                 | Juillet 2016   |
| 13 (769) | (Power Play Part 2: Civil War Reenactment)            | Dan Slott                  | Giuseppe Camuncoli                 | Août 2016      |
| 14 (770) | (Power Play Part 3: Avengers Assembled)               | Dan Slott et Christos Gage | Giuseppe Camuncoli                 | Août 2016      |
| 15 (771) | (Power Play Conclusion: Suit Yourself)                | Dan Slott et Christos Gage | Giuseppe Camuncoli                 | Septembre 2016 |

#### Dead no More
Cette saga se déroule à cheval entre Amazing Spider-Man et une série limitée créée pour l'occasion, appelée The Clone Conspiracy. Les numéros de la série limitée The Clone Conspiracy sont ci-dessous intégrés entre les numéros d'Amazing Spider-Man, dans l'ordre chronologique de lecture.
|                     |                                                   |                            |                    |               |
| 16 (772)            | (Before Dead No More Part One: Whatever the Cost) | Dan Slott                  | Giuseppe Camuncoli | Octobre 2016  |
| 17 (773)            | (Before Dead No More Part Two: Spark of Life)     | Dan Slott                  | R. B. Silva        | Octobre 2016  |
| 18 (774)            | (Before Dead No More Part Three: Full Otto)       | Dan Slott                  | R. B. Silva        | Novembre 2016 |
| 19 (775)            | (Before Dead No More Part Four: Change of Heart)  | Dan Slott                  | Giuseppe Camuncoli | Décembre 2016 |
| 19 (775)            | (King's Ransom)                                   | Dan Slott                  | Javier Garron      | Décembre 2016 |
| Clone Conspiracy #1 | (Dead no More Part One: The Land of the Living)   | Dan Slott                  | Jim Cheung         | Décembre 2016 |
| Clone Conspiracy #1 | (The Night I Died)                                | Dan Slott                  | Ron Frenz          | Décembre 2016 |
|                     |                                                   |                            |                    |               |
| 20 (776)            | (Spider-Man's Superior)                           | Dan Slott et Christos Gage | Giuseppe Camuncoli | Décembre 2016 |
| Clone Conspiracy #2 | (Dead no More Part Two)                           | Dan Slott                  | Jim Cheung         |               |
| 21 (777)            | (Live Another Day)                                | Dan Slott et Christos Gage | Giuseppe Camuncoli | Janvier 2017  |
| Clone Conspiracy #3 | (Dead no More Part Three)                         | Dan Slott                  | Jim Cheung         |               |
| 22 (778)            | (Seeing Red)                                      | Dan Slott et Christos Gage | Giuseppe Camuncoli | Février 2017  |
| Clone Conspiracy #4 | (Dead no More Part Four)                          | Dan Slott                  | Jim Cheung         |               |
| 23 (779)            | (The Moment You Know)                             | Dan Slott et Christos Gage | Giuseppe Camuncoli | Mars 2017     |
| Clone Conspiracy #5 | (Dead no More Part Five)                          | Dan Slott                  | Jim Cheung         |               |
| 24 (780)            | (Night of the Jackals)                            | Dan Slott et Christos Gage | Giuseppe Camuncoli | Avril 2017    |

#### De Osborn Identity à Go Down Swinging
|          |                                                 |                            |                             |                |
| 25 (781) | (The Osborn Identity Part One: Bug Hunt)        | Dan Slott                  | Stuart Immonen              | Mai 2017       |
| 25 (781) | (Police and Thieves)                            | Christos Gage              | Todd Nauck                  | Mai 2017       |
| 25 (781) | (The Superior Octopus)                          | Dan Slott                  | Giuseppe Camuncoli          | Mai 2017       |
| 26 (782) | (The Osborn Identity Part Two: Bug Hunt)        | Dan Slott                  | Stuart Immonen              | June 2017      |
| 27 (783) | (The Osborn Identity Part Three: A Private War) | Dan Slott                  | Stuart Immonen              | Juillet 2017   |
| 28 (784) | (The Osborn Identity Part Four: One-On-One)     | Dan Slott                  | Stuart Immonen              | Août 2017      |
| 29 (785) | (Secret Empire Part One: Rightful Ruler)        | Dan Slott et Christos Gage | Stuart Immonen              | Août 2017      |
|          |                                                 |                            |                             |                |
| 30 (786) | (Secret Empire Part Two: Master Planning)       | Dan Slott et Christos Gage | Stuart Immonen              | Septembre 2017 |
| 31 (787) | (Secret Empire Part Three: End of an Empire)    | Dan Slott                  | Stuart Immonen              | Octobre 2017   |
| 32 (788) | (Personal Demon)                                | Dan Slott                  | Greg Smallwood              | Novembre 2017  |
| 33 (789) | (Fall of Parker - Part 1: Top to Bottom)        | Dan Slott                  | Stuart Immonen              |                |
| 34 (790) | (Fall of Parker - Part 2: Breaking Point)       | Dan Slott et Christos Gage | Stuart Immonen              |                |
| 35 (791) | (Fall of Parker - Part 3: Back to Ground)       | Dan Slott                  | Stuart Immonen              |                |
| 36 (792) | (Venom Inc. Part Two)                           | Dan Slott et Mike Costa    | Ryan Stegman                |                |
| 37 (793) | (Venom Inc. Part Four)                          | Dan Slott et Mike Costa    | Ryan Stegman                |                |
| 38 (794) | (Threat Level: Red - Part 1: Last Chance)       | Dan Slott et Christos Gage | Stuart Immonen              |                |
| 39 (795) | (Threat Level: Red - Part 2: The Favor)         | Dan Slott et Christos Gage | Mike Hawthorne              |                |
|          |                                                 |                            |                             |                |
| 40 (796) | (Threat Level: Red - Part 3: The Priorities)    | Dan Slott                  | Mike Hawthorne              |                |
| 41 (797) | (Go Down Swinging - Part 1: The Loose Thread)   | Dan Slott                  | Stuart Immonen et Alex Ross |                |
| 42 (798) | (Go Down Swinging - Part 2: The Rope-A-Dope)    | Dan Slott                  | Stuart Immonen              |                |
| 43 (799) | (Go Down Swinging - Part 3: The Ties that Bind) | Dan Slott                  | Stuart Immonen              |                |
| 44 (800) | (Go Down Swinging - Part 4: No Holds Barred)    | Dan Slott                  | Stuart Immonen              |                |
| 45 (801) | (There for You)                                 | Dan Slott                  | Marcos Martín               |                |

### Fresh Start (#802 - #894)

#### Back to Basics (#802 - #824)
|          |                                   |              |                                    |                |
| 1 (802)  | (Back to Basics Part One)         | Nick Spencer | Ryan Ottley                        | Juillet 2018   |
| 2 (803)  | (Back to Basics Part Two)         | Nick Spencer | Ryan Ottley                        | Juillet 2018   |
| 3 (804)  | (Back to Basics Part Three)       | Nick Spencer | Ryan Ottley                        | Août 2018      |
| 4 (805)  | (Back to Basics Part Four)        | Nick Spencer | Ryan Ottley                        | Août 2018      |
| 5 (806)  | (Back to Basics Part Five)        | Nick Spencer | Ryan Ottley                        | Septembre 2018 |
| 6 (807)  | (A Trivial Pursuit Part One)      | Nick Spencer | Humberto Ramos                     | Septembre 2018 |
| 7 (808)  | (A Trivial Pursuit Part Two)      | Nick Spencer | Humberto Ramos                     | Octobre 2018   |
| 8 (809)  | (Heist Part One)                  | Nick Spencer | Humberto Ramos                     | Octobre 2018   |
| 9 (810)  | (Heist Part Two)                  | Nick Spencer | Humberto Ramos et Michele Bandini  | Novembre 2018  |
|          |                                   |              |                                    |                |
| 10 (811) | (Heist Part Three)                | Nick Spencer | Humberto Ramos et Michele Bandini  | Novembre 2018  |
| 11 (812) | (Lifetime Achievement Part One)   | Nick Spencer | Ryan Ottley                        | Décembre 2018  |
| 12 (813) | (Lifetime Achievement Part Two)   | Nick Spencer | Ryan Ottley                        | Décembre 2018  |
| 13 (814) | (Lifetime Achievement Part Three) | Nick Spencer | Ryan Ottley                        | Janvier 2019   |
| 14 (815) | (Family Matters Part One)         | Nick Spencer | Chris Bachalo                      | Janvier 2019   |
| 15 (816) | (Family Matters Part Two)         | Nick Spencer | Chris Bachalo                      | Février 2019   |
| 16 (817) | (Hunted Prelude)                  | Nick Spencer | Ryan Ottley et Alberto Albuquerque | Février 2019   |
| 16 (HU)  | (Hunted)                          | Nick Spencer | Iban Coello                        | Mars 2019      |
| 17 (818) | (Hunted Part One)                 | Nick Spencer | Humberto Ramos                     | Mars 2019      |
| 18 (819) | (Hunted Part Two)                 | Nick Spencer | Humberto Ramos                     | Mars 2019      |
| 18 (HU)  | (Hunted)                          | Nick Spencer | Ken Lashley                        | Avril 2019     |
| 19 (820) | (Hunted Part Three)               | Nick Spencer | Gerardo Sandoval                   | Avril 2019     |
| 19 (HU)  | (Hunted)                          | Nick Spencer | Chris Bachalo                      | Avril 2019     |
|          |                                   |              |                                    |                |
| 20 (821) | (Hunted Part Four)                | Nick Spencer | Humberto Ramos                     | Avril 2019     |
| 20 (HU)  | (Hunted)                          | Nick Spencer | Cory Smith                         | Mai 2019       |
| 21 (822) | (Hunted Part Five)                | Nick Spencer | Gerardo Sandoval                   | Mai 2019       |
| 22 (823) | (Hunted Part Six)                 | Nick Spencer | Humberto Ramos                     | Mai 2019       |
| 23 (824) | (Hunted Epilogue)                 | Nick Spencer | Ryan Ottley                        | Juin 2019      |

#### Kindred et la Guerre sinistre (#825 - #875)
|                                                     |                                    |                                   |                                                                 |                |
| 24 (825)                                            | (One-on-One)                       | Nick Spencer                      | Ryan Ottley                                                     | Juin 2019      |
| 25 (826)                                            | (Opening Night)                    | Nick Spencer                      | Ryan Ottley                                                     | Juillet 2019   |
| 25 (826)                                            | (Team-Up)                          | Zeb Wells                         | Todd Nauck                                                      | Juillet 2019   |
| 25 (826)                                            | (Robo Helpers)                     | Keaton Patti                      | Dan Hipp                                                        | Juillet 2019   |
| 26 (827)                                            | (Who Run the World?)               | Nick Spencer                      | Kev Walker                                                      | Juillet 2019   |
| 27 (828)                                            | (Who Run the World? Part Two)      | Nick Spencer                      | Kev Walker                                                      | Août 2019      |
| 28 (829)                                            | (Who Run the World? Part Three)    | Nick Spencer                      | Kev Walker                                                      | Août 2019      |
| 29 (830)                                            | (Arrivals/Departure)               | Nick Spencer                      | Francesco Manna                                                 | Septembre 2019 |
|                                                     |                                    |                                   |                                                                 |                |
| 30 (831)                                            | (Absolute Carnage Part One)        | Nick Spencer                      | Ryan Ottley                                                     | Septembre 2019 |
| 31 (832)                                            | (Absolute Carnage Part Two)        | Nick Spencer                      | Ryan Ottley                                                     | Octobre 2019   |
| 32 (833)                                            | (Running Late)                     | Nick Spencer                      | Patrick Gleason                                                 | Octobre 2019   |
| 33 (834)                                            | (Point Blank)                      | Nick Spencer                      | Patrick Gleason                                                 | Novembre 2019  |
| 34 (835)                                            | (Target: Doom)                     | Nick Spencer                      | Patrick Gleason                                                 | Novembre 2019  |
| 35 (836)                                            | (Doom's Day)                       | Nick Spencer                      | Oscar Bazaldua                                                  | Décembre 2019  |
| 36 (837)                                            | (Time after Time)                  | Nick Spencer                      | Oscar Bazaldua                                                  | Décembre 2019  |
| 37 (838)                                            | (Time, for a Change)               | Nick Spencer                      | Ryan Ottley                                                     | Janvier 2020   |
| 38 (839)                                            | (Breaking News Part One)           | Nick Spencer                      | Iban Coello                                                     | Janvier 2020   |
| 39 (840)                                            | (Breaking News Part Two)           | Nick Spencer                      | Iban Coello                                                     | Février 2020   |
|                                                     |                                    |                                   |                                                                 |                |
| 40 (841)                                            | (Breaking News Part Three)         | Nick Spencer                      | Iban Coello et Zé Carlos                                        | Février 2020   |
| 41 (842)                                            | (True Companions Part One)         | Nick Spencer                      | Ryan Ottley                                                     | Mars 2020      |
| 42 (843)                                            | (True Companions Part Two)         | Nick Spencer                      | Ryan Ottley                                                     | Mars 2020      |
| 43 (844)                                            | (True Companions Part Three)       | Nick Spencer                      | Ryan Ottley                                                     | Mai 2020       |
| 44 (845)                                            | (Beware the Rising)                | Nick Spencer                      | Kim Jacinto et Bruno Oliveira                                   | Juillet 2020   |
| 45 (846)                                            | (Sins Rising Part One)             | Nick Spencer                      | Mark Bagley                                                     | Juillet 2020   |
| 46 (847)                                            | (Sins Rising Part Two)             | Nick Spencer                      | Marcelo Ferreira                                                | Août 2020      |
| 47 (848)                                            | (Sins Rising Part Three)           | Nick Spencer                      | Marcelo Ferreira                                                | Août 2020      |
| 48 (849)                                            | (Sins Rising Part Four)            | Nick Spencer                      | Mark Bagley                                                     | Septembre 2020 |
| 49 (850)                                            | (The Return of the Green Goblin)   | Nick Spencer                      | Ryan Ottley, Humberto Ramos et Mark Bagley                      | Octobre 2020   |
| 49 (850)                                            | (All You Need Is...?)              | Kurt Busiek                       | Chris Bachalo                                                   | Octobre 2020   |
|                                                     |                                    |                                   |                                                                 |                |
| 50 (851)                                            | (Last Remains Part One)            | Nick Spencer                      | Patrick Gleason                                                 | Octobre 2020   |
| 50 (LR)                                             | (Fallen Order)                     | Nick Spencer et Matthew Rosenberg | Federico Vicentini                                              | Octobre 2020   |
| 51 (852)                                            | (Last Remains Part Two)            | Nick Spencer                      | Patrick Gleason                                                 | Octobre 2020   |
| 51 (LR)                                             | (Fallen Order Part Two)            | Nick Spencer et Matthew Rosenberg | Federico Vicentini                                              | Novembre 2020  |
| 52 (853)                                            | (Last Remains Part Three)          | Nick Spencer                      | Patrick Gleason                                                 | Novembre 2020  |
| 52 (LR)                                             | (Fallen Order Part Three)          | Nick Spencer et Matthew Rosenberg | Federico Vicentini                                              | Novembre 2020  |
| 53 (854)                                            | (Last Remains Part Four)           | Nick Spencer                      | Mark Bagley                                                     | Novembre 2020  |
| 53 (LR)                                             | (Fallen Order Part Four)           | Nick Spencer et Matthew Rosenberg | Federico Vicentini et Takeshi Miyazawa                          | Décembre 2020  |
| 54 (855)                                            | (Last Remains Part Five)           | Nick Spencer                      | Mark Bagley                                                     | Décembre 2020  |
| 54 (LR)                                             | (Fallen Order Part Five)           | Nick Spencer et Matthew Rosenberg | Federico Vicentini et Takeshi Miyazawa                          | Décembre 2020  |
| 55 (856)                                            | (Last Remains Part Six)            | Nick Spencer                      | Patrick Gleason                                                 | Décembre 2020  |
| 56 (857)                                            | (Last Remains: Post-Mortem Part 1) | Nick Spencer                      | Mark Bagley                                                     | Janvier 2021   |
| 57 (858)                                            | (Last Remains: Post-Mortem Part 2) | Nick Spencer                      | Mark Bagley                                                     | Janvier 2021   |
| 58 (859)                                            | (Negative Space Part One)          | Nick Spencer                      | Marcelo Ferreira                                                | Janvier 2021   |
| 59 (860)                                            | (Negative Space Part Two)          | Nick Spencer                      | Marcelo Ferreira                                                | Février 2021   |
|                                                     |                                    |                                   |                                                                 |                |
| 60 (861)                                            | (No Exit)                          | Nick Spencer                      | Mark Bagley                                                     | Février 2021   |
| 61 (862)                                            | (Let's Try Something New)          | Nick Spencer                      | Patrick Gleason                                                 | Mars 2021      |
| 62 (863)                                            | (Wag the Dog)                      | Nick Spencer                      | Patrick Gleason                                                 | Mars 2021      |
| 63 (864)                                            | (King's Ransom - Part One)         | Nick Spencer                      | Federico Vicentini                                              | Avril 2021     |
| 64 (865)                                            | (King's Ransom - Part Two)         | Nick Spencer                      | Federico Vicentini                                              | Avril 2021     |
| 65 (866)                                            | (King's Ransom - Part Three)       | Nick Spencer                      | Federico Vicentini et Federico Sabbatini                        | Mai 2021       |
| Giant-Size Amazing Spider-Man                       | (King's Ransom - Conclusion)       | Nick Spencer                      | Rogê Antonio, Carlos Gomez, José Carlos Silva                   | Mai 2021       |
| 66 (867)                                            | (Tangled Web)                      | Nick Spencer                      | Mark Bagley                                                     | Mai 2021       |
| 67 (868)                                            | (Chameleon Conspiracy Part 1)      | Nick Spencer                      | Marcelo Ferreira et Carlos Gómez                                | Juin 2021      |
| 68 (869)                                            | (Chameleon Conspiracy Part 2)      | Nick Spencer et Ed Brisson        | Marcelo Ferreira, Carlos Gómez et Zé Carlos                     | Juin 2021      |
| 69 (870)                                            | (Chameleon Conspiracy Part 3)      | Nick Spencer et Ed Brisson        | Marcelo Ferreira, Carlos Gómez et Zé Carlos                     | Juin 2021      |
|                                                     |                                    |                                   |                                                                 |                |
| Giant-Size Amazing Spider-Man: Chameleon Conspiracy | (Chameleon Conspiracy Conclusion)  | Nick Spencer et Ed Brisson        | Mark Bagley, John Dell et Brian Reber                           | Juin 2021      |
| 70 (871)                                            | (Prelude to Sinister War)          | Nick Spencer                      | Federico Vicentini                                              | Juillet 2021   |
| Sinister War #1                                     | (Sinister War)                     | Nick Spencer                      | Mark Bagley                                                     | Juillet 2021   |
| 71 (872)                                            | (Sinister War: Part 1)             | Nick Spencer                      | Federico Vicentini et Federico Sabbatini                        | Juillet 2021   |
| Sinister War #2                                     | (Sinister War: Part 2)             | Nick Spencer et Ed Brisson        | Mark Bagley, Diogenes Neves, Carlos Gómez et Zé Carlos          | Août 2021      |
| Sinister War #3                                     | (Sinister War: Part 3)             | Nick Spencer et Ed Brisson        | Mark Bagley, Carlos Gómez et Zé Carlos                          | Août 2021      |
| 72 (873)                                            | (Sinister War: Part 2)             | Nick Spencer                      | Federico Vicentini, Marcelo Ferreira, Carlos Gómez et Zé Carlos | Août 2021      |
| Sinister War #4                                     | (Sinister War: Conclusion)         | Nick Spencer et Ed Brisson        | Mark Bagley, Diogenes Neves, Marcelo Ferreira                   | Septembre 2021 |
| 73 (874)                                            | (Sins of Our Fathers)              | Nick Spencer                      | Marcelo Ferreira, Carlos Gómez et Zé Carlos                     | Septembre 2021 |
| 74 (875)                                            | (What Cost Victory?)               | Nick Spencer                      | Patrick Gleason, Marcelo Ferreira et Mark Bagley                | Septembre 2021 |

#### Beyond(#876 - #894)
|          |                                        |                                         |                                                 |               |
| 75 (876) | (Beyond Chapter 1)                     | Zeb Wells                               | Patrick Gleason                                 | Octobre 2021  |
| 76 (877) | (Beyond Chapter 2)                     | Zeb Wells                               | Patrick Gleason                                 | Octobre 2021  |
| 77 (878) | (Beyond Chapter 3)                     | Kelly Thompson                          | Sara Pichelli                                   | Octobre 2021  |
| 78 (879) | (Beyond Chapter 4)                     | Kelly Thompson                          | Sara Pichelli et Jim Towe                       | Novembre 2021 |
| 78.BEY   | (Beyond : Daughters of the Dragon)     | Jed MacKay                              | Elenora Carlini                                 | Novembre 2021 |
| 79 (880) | (Beyond Chapter 5)                     | Cody Ziglar                             | Michael Dowling                                 | Novembre 2021 |
|          |                                        |                                         |                                                 |               |
| 80 (881) | (Beyond Chapter 6)                     | Cody Ziglar                             | Michael Dowling                                 | Novembre 2021 |
| 80.BEY   | (Sans titre)                           | Cody Ziglar                             | Ivan Fiorelli, avec Carlos Gómez et Paco Medina | Décembre 2021 |
| 81 (882) | (Beyond Chapter 7)                     | Saladin Ahmed                           | Carlos Gómez                                    | Décembre 2021 |
| 82 (883) | (Beyond Chapter 8)                     | Saladin Ahmed                           | Jorge Fornes                                    | Décembre 2021 |
| 83 (884) | (Beyond Chapter 9)                     | Patrick Gleason                         | Patrick Gleason                                 | Décembre 2021 |
| 84 (885) | (Beyond Chapter 10)                    | Cody Ziglar                             | Paco Medina                                     | Janvier 2022  |
| 85 (886) | (Beyond Chapter 11)                    | Cody Ziglar                             | Paco Medina                                     | Janvier 2022  |
| 86 (887) | (Beyond Chapter 12)                    | Zeb Wells                               | Michael Dowling                                 | Janvier 2022  |
| 87 (888) | (Beyond Chapter 13)                    | Jed McKay                               | Carlos Gómez                                    | Janvier 2022  |
| 88 (889) | (Beyond Chapter 14)                    | Zeb Wells                               | Michael Dowling                                 | Février 2022  |
| 88.BEY   | (Enter: The Slingers)                  | Geoffrey Thorne                         | Jan Bazaldua et Jim Towe                        | Février 2022  |
| 89 (890) | (Beyond Chapter 15)                    | Patrick Gleason                         | Mark Bagley                                     | Février 2022  |
|          |                                        |                                         |                                                 |               |
| 90 (891) | (Beyond Chapter 16)                    | Patrick Gleason                         | Mark Bagley                                     | Février 2022  |
| 91 (892) | (Beyond Chapter 17)                    | Kelly Thompson                          | Sara Pichelli                                   | Mars 2022     |
| 92 (893) | (Beyond Chapter 18)                    | Kelly Thompson                          | Sara Pichelli                                   | Mars 2022     |
| 92.BEY   |                                        | Saladin Ahmed, Zeb Wells et Cody Ziglar | Luigi Zagaria                                   | Mars 2022     |
| 93 (894) | (Beyond Chapter 19: Spider vs. Spider) | Zeb Wells                               | Patrick Gleason                                 | Mars 2022     |

### Relaunch (#895 - #...)
| Numéro   | Titre                    | Scénariste         | Dessinateur                  | Date de publication |
| -------- | ------------------------ | ------------------ | ---------------------------- | ------------------- |
|          |                          |                    |                              |                     |
| 1 (895)  |                          | Zeb Wells          | John Romita Jr.              | Avril 2022          |
| 2 (896)  |                          | Zeb Wells          | John Romita Jr.              | Mai 2022            |
| 3 (897)  |                          | Zeb Wells          | John Romita Jr.              | Juin 2022           |
| 4 (898)  |                          | Zeb Wells          | John Romita Jr.              | Juin 2022           |
| 5 (899)  |                          | Zeb Wells          | John Romita Jr.              | Juillet 2022        |
| 6 (900)  |                          | Zeb Wells          | Ed McGuinness                | Juillet 2022        |
| 6 (900)  | (Better Late than Never) | Daniel Kibblesmith | David Lopez                  | Juillet 2022        |
| 6 (900)  | (Spidey meets Jimmy)     | Jeff Loveness      | Todd Nauck                   | Juillet 2022        |
| 6 (900)  | (Save the Date)          | Dan Slott          | Marcos Martín                | Juillet 2022        |
| 7 (901)  |                          | Zeb Wells          | John Romita Jr.              | Août 2022           |
| 8 (902)  |                          | Zeb Wells          | John Romita Jr.              | Août 2022           |
| 9 (903)  |                          | Zeb Wells          | Patrick Gleason              | Septembre 2022      |
|          |                          |                    |                              |                     |
| 10 (904) |                          | Zeb Wells          | Nick Dragotta                | Septembre 2022      |
| 11 (905) |                          | Zeb Wells          | John Romita Jr.              | Octobre 2022        |
| 12 (906) |                          | Zeb Wells          | John Romita Jr.              | Octobre 2022        |
| 13 (907) |                          | Zeb Wells          | John Romita Jr.              | Novembre 2022       |
| 14 (908) |                          | Zeb Wells          | Michael Dowling et Kyle Hotz | Novembre 2022       |
| 15 (909) |                          |                    |                              |                     |
| 16 (910) |                          |                    |                              |                     |
| 17 (911) |                          |                    |                              |                     |

- Cet article est partiellement ou en totalité issu de l'article intitulé « Liste des épisodes de Spider-Man » (voir la liste des auteurs).